# Bahnstrecke Haifa–Darʿā
| Streckenlänge: | 161 km                     | | |
| Spurweite: | 1050 mm                    | | |
| Maximale Neigung: | 2,0 ‰                      | | |
| Minimaler Radius: | 100 m                      | | |
| |                            | | |
| Staaten: | Israel, Syrien / Jordanien | | |
| \| \| \| \| \| \| \| \| Küstenbahn der Hauptlinie von Beʾer Scheva \| \| \| \| \| \| \| \| \| \| \| \| \| \| 0,0 \| Haifa Mizrach (d. h. Ost) 1904–1990er heute Bahnmuseum Israels; 1,45 m ü. NN \| Haifa Mizrach (d. h. Ost) 1904–1990er heute Bahnmuseum Israels; 1,45 m ü. NN \| \| \| \| \| \| \| \| \| Haifa Rangierbahnhof \| \| \| \| \| Anschluss Raffinerie und Kraftwerk (ab 1930) \| \| \| \| \| \| \| \| \| 2,0 \| ↓ 3-Schienengleis nach Akko 1932–1948 ↓ Küstenbahn der Hauptlinie nach Naharija \| ↓ 3-Schienengleis nach Akko 1932–1948 ↓ Küstenbahn der Hauptlinie nach Naharija \| \| \| \| \| \| \| \| \| \| \| \| \| \| ↓ 1941–1948 auch HBT-Linie nach Tripoli → Qischonhafen und Mispanot Israel \| \| \| \| \| \| \| \| \| \| \| \| \| \| \| ↔ Kvisch 23 mit Karmeltunnel \| \| \| \| \| \| \| \| \| \| → Luftseilbahn haRakkavlit \| \| \| \| \| Haifa Merkazit haMifratz seit 2001 \| \| \| \| \| \| \| \| \| \| \| \| \| \| 4,5 \| → HBT-Linie, Akko- und Küstenbahn ↔ Haifa-Akko-Bahn 1913–1915/1919–1932 \| → HBT-Linie, Akko- und Küstenbahn ↔ Haifa-Akko-Bahn 1913–1915/1919–1932 \| \| \| \| \| \| \| \| 4,62 \| Anschluss Steinbruch Ḥawāssa (حواسة) \| Anschluss Steinbruch Ḥawāssa (حواسة) \| \| \| 5,02 \| Balad al-Schaych/Tel Chanan 1904–1951 \| Balad al-Schaych/Tel Chanan 1904–1951 \| \| \| \| Neue Jesreʿeltalbahn von Haifa \| \| \| \| 6,9 \| Nescher 1926–1951 \| Nescher 1926–1951 \| \| \| 7,4 \| Nescher Werk 1922–1951 \| Nescher Werk 1922–1951 \| \| \| 10,2 \| Mescheq Yadschur/Jagur 1925–1951 \| Mescheq Yadschur/Jagur 1925–1951 \| \| \| \| \| \| \| \| 10,35 \| Nachalat Jaʿaqov (1924 gegr.; heute Kfar Chassidim) \| Nachalat Jaʿaqov (1924 gegr.; heute Kfar Chassidim) \| \| \| \| \| \| \| \| 12,15 \| al-Dschalamah \| al-Dschalamah \| \| \| \| Neue Jesreʿeltalbahn nach Beit Scheʾan \| \| \| \| \| Qischon \| \| \| \| 15,0 \| Elroʾi (heute zu Qirjat Ṭivʿōn) \| Elroʾi (heute zu Qirjat Ṭivʿōn) \| \| \| \| \| \| \| \| 17,0 \| Qirjat Charoschet (heute zu Qirjat Ṭivʿōn) \| Qirjat Charoschet (heute zu Qirjat Ṭivʿōn) \| \| \| \| \| \| \| \| \| Qischon \| \| \| \| \| Neue Jesreʿeltalbahn von Haifa \| \| \| \| \| Joqneʿam-Kfar Jehoschuʿa \| \| \| \| \| Neue Jesreʿeltalbahn nach Beit Scheʾan \| \| \| \| \| \| \| \| \| 21,7 \| Tell al-Schammam/Kfar Jehoschuʿa 1904–1951 39 m ü. NN ab 2008 Hedschasbahn-Museum \| Tell al-Schammam/Kfar Jehoschuʿa 1904–1951 39 m ü. NN ab 2008 Hedschasbahn-Museum \| \| \| \| \| \| \| \| 26,7 \| Kfar Baruch 1926–1951 \| Kfar Baruch 1926–1951 \| \| \| \| Neue Jesreʿeltalbahn von Haifa \| \| \| \| \| Migdal ha-ʿEmeq-Kfar Baruch ab 2016 \| \| \| \| \| Neue Jesreʿeltalbahn nach Beit Scheʾan \| \| \| \| \| Afula (neu) seit 2016 \| \| \| \| 0,036,3 \| Afula 1904–1951; 62,4 m ü. NN \| Afula 1904–1951; 62,4 m ü. NN \| \| \| \| Samarienbahn nach Nablus \| \| \| \| \| Neue Jesreʿeltalbahn von Haifa \| \| \| \| 45,8 \| Ejn Charod 1922–1948 \| Ejn Charod 1922–1948 \| \| \| 48,7 \| Tel Jossef 1927–1948 \| Tel Jossef 1927–1948 \| \| \| 51,0 \| Schatta 1936–1948; 78,19 m unter NN \| Schatta 1936–1948; 78,19 m unter NN \| \| \| 57,0 \| ha-Sadeh 1937–1948 \| ha-Sadeh 1937–1948 \| \| \| \| \| \| \| \| 59,260 \| Beisan 1904–1948; 121,72 m unter NN Beit Scheʾan seit 2016 \| Beisan 1904–1948; 121,72 m unter NN Beit Scheʾan seit 2016 \| \| \| \| \| \| \| \| \| \| \| \| \| 61,5 \| Anschlussgleis Steinbruch des Public Works Department \| Anschlussgleis Steinbruch des Public Works Department \| \| \| \| \| \| \| \| \| \| \| \| \| \| Fortführung via Scheich-Hussayn-Brücke nach Irbid (Jordanien), seit 2002 geplant \| \| \| \| \| \| \| \| \| \| Jissa[sch]char \| \| \| \| 69,9 \| Beit Jossef 1937–1948 \| Beit Jossef 1937–1948 \| \| \| \| Tavor \| \| \| \| \| \| \| \| \| 76,5 \| Dschisr al-Madschamiʿ 1905–1948; tiefst- gelegener Bhf. der Welt; 246,47 m unter NN \| Dschisr al-Madschamiʿ 1905–1948; tiefst- gelegener Bhf. der Welt; 246,47 m unter NN \| \| \| \| \| \| \| \| \| \| \| \| \| 77,0 \| Gescher Nachalim/Dschisr al-Madschamiʿ über den Jordan; Grenze Mandats-Palästinas/Israels zu Transjordanien/Jordanien \| Gescher Nachalim/Dschisr al-Madschamiʿ über den Jordan; Grenze Mandats-Palästinas/Israels zu Transjordanien/Jordanien \| \| \| \| \| \| \| \| 78,0 \| Anschluss Kraftwerk der Palestine Electric Co. \| Anschluss Kraftwerk der Palestine Electric Co. \| \| \| \| \| \| \| \| \| Ablauf des Jarmukstausees \| \| \| \| \| \| \| \| \| 79,0 \| Naharajim 1927–1948 \| Naharajim 1927–1948 \| \| \| \| Gescher Naharajim/Dschisr aṣ-Ṣaġīr, 1. Bahn- \| \| \| \| \| brücke über den Jarmuk (darin die Grenze \| \| \| \| \| \| \| \| \| \| [Trans-]Jordaniens zu Mandats-Palästina/Israel) und zugleich über den Jordan-Jarmuk-Kanal \| \| \| \| \| \| \| \| \| 81,4 \| Delhamiya/al-Dalhamiyya \| Delhamiya/al-Dalhamiyya \| \| \| \| Anschlussgleis Steinbruch \| \| \| \| \| \| \| \| \| 84,2 \| ʿEmeq ha-Jarden ab 1937 Chanijat Arlosoroff \| ʿEmeq ha-Jarden ab 1937 Chanijat Arlosoroff \| \| \| \| \| \| \| \| \| \| \| \| \| 86,9 \| Sammach 1905–1948; seit 2015 Land- Israel-Studienzentrum; 186,88 m unter NN \| Sammach 1905–1948; seit 2015 Land- Israel-Studienzentrum; 186,88 m unter NN \| \| \| \| \| \| \| \| \| \| \| \| \| \| 1920–1948: Betriebswechsel PR/DHP \| \| \| \| \| \| \| \| \| \| \| \| \| \| 91,8 \| Dschisr al-Ḥammah (2. Jarmukbrücke); Grenze Mandats-Palästinas/Israels zu (Trans-)Jordanien; 157 m unter NN \| Dschisr al-Ḥammah (2. Jarmukbrücke); Grenze Mandats-Palästinas/Israels zu (Trans-)Jordanien; 157 m unter NN \| \| \| \| \| \| \| \| \| \| \| \| \| \| Dschisr al-Bannah (3. Jarmukbrücke); Grenze (Trans-)Jordaniens zu Mandats-Palästina/Israel; 153 m unter NN \| \| \| \| \| \| \| \| \| 95,3 \| al-Ḥammah 1905–1948; 146,06 m unter NN \| al-Ḥammah 1905–1948; 146,06 m unter NN \| \| \| \| \| \| \| \| \| Dschisr Umm Baṭmah (4. Jarmukbrücke); Grenze Mandats-Palästinas/Israels zu (Trans-)Jordanien; 138 m unter NN \| \| \| \| \| \| \| \| \| \| \| \| \| \| \| Dschisr Schaq al-Barad (5. Jarmukbrücke); Grenze (Trans-)Jordaniens zu Mandats- Syrien/Syrien (bzw. den Golan-Höhen) \| \| \| \| \| \| \| \| \| 103,6 \| 69 m unter NN \| 69 m unter NN \| \| \| \| 6. Jarmukbrücke; Grenze Syriens zu Jordanien \| \| \| \| 107,4 \| Wadi Qaliṭ ab 1905; 56,62 m unter NN \| Wadi Qaliṭ ab 1905; 56,62 m unter NN \| \| \| \| \| \| \| \| \| Dschisr Wadi Qaliṭ übers Wadi Qaliṭ (وادي قليط, südlicher Zufluss) \| \| \| \| \| \| \| \| \| \| \| \| \| \| 113,7 \| 7. Jarmukbrücke; Grenze Jordaniens zu Syrien; 26 m unter NN \| 7. Jarmukbrücke; Grenze Jordaniens zu Syrien; 26 m unter NN \| \| \| \| \| \| \| \| \| \| \| \| \| 116,5 \| Brücke über nördlichen Jarmukzufluss bei al-Quwiyya; 0 m ü. NN \| Brücke über nördlichen Jarmukzufluss bei al-Quwiyya; 0 m ü. NN \| \| \| \| \| \| \| \| \| \| \| \| \| 119,5 \| al-Schadschara ab 1905; 26,89 m ü. NN \| al-Schadschara ab 1905; 26,89 m ü. NN \| \| \| \| \| \| \| \| 120 \| Wadi al-Zayatin \| Wadi al-Zayatin \| \| \| \| Einschnitt, um eine Flussschleife auszulassen \| \| \| \| \| 8. Jarmukbrücke \| \| \| \| \| \| \| \| \| \| Brücke über südlichen Jarmukzufluss im Wadi al-Siǧn \| \| \| \| \| \| \| \| \| \| \| \| \| \| 124,4 \| al-Maqarn / Maqarin ab 1905; 71,14 m ü. NN; ab 2007 im Wahda-Stausee \| al-Maqarn / Maqarin ab 1905; 71,14 m ü. NN; ab 2007 im Wahda-Stausee \| \| \| \| \| \| \| \| \| \| \| \| \| 125,5 \| Dschisr al-Maqarin (9. Jarmukbrücke); ab 2007 im Wahda-Stausee \| Dschisr al-Maqarin (9. Jarmukbrücke); ab 2007 im Wahda-Stausee \| \| \| \| \| \| \| \| \| ins Nachbartal des Nahr al-ʿAlak; 128 m ü. NN \| \| \| \| \| Kehre am Nahr al-ʿAlak (نهر العلك) \| \| \| \| \| Kehre am Nahr al-ʿAlak; 169 m ü. NN \| \| \| \| \| im Tal des Nahr al-ʿAlak; 185 m ü. NN \| \| \| \| \| ins Jarmuktal; 218 m ü. NN \| \| \| \| 135,8 \| Zayzun ab 1905; 260,19 m ü. NN \| Zayzun ab 1905; 260,19 m ü. NN \| \| \| \| Wādī al-ʿAǧamī (nördlicher Zufluss) \| \| \| \| \| 295 m ü. NN \| \| \| \| \| 316 m ü. NN \| \| \| \| \| \| \| \| \| \| Dschisr Tell Schihab übers Wadi al-Ḏahab \| \| \| \| \| \| \| \| \| \| 10. Jarmukbrücke (Kehre im Wadi al-Middān) \| \| \| \| \| 11. Jarmukbrücke (Wadi al-Middān) \| \| \| \| \| Kehre im Wadi al-Middān; 300 m ü. NN \| \| \| \| 145 \| Tell Schihab تل الشهاب \| Tell Schihab تل الشهاب \| \| \| \| Hauranbahn von Damaskus \| \| \| \| \| \| \| \| \| 149,1100,0 \| Muzayrib C.F.H. ab 1901 (Ri. Medina) Muzayrib D.H.P. 1894–1914; 461,6 m ü. NN \| Muzayrib C.F.H. ab 1901 (Ri. Medina) Muzayrib D.H.P. 1894–1914; 461,6 m ü. NN \| \| \| \| \| \| \| \| \| Hedschasbahn nach/von Damaskus ab 1903 \| \| \| \| 161,0123,0 \| Darʿā ab 1901; 461,6 m ü. NN \| Darʿā ab 1901; 461,6 m ü. NN \| \| \| \| → Bahnstrecke Darʿa–Bosra nach Bosra \| \| \| \| \| ↓ Hedschasbahn nach Medina \| \| |                            | | |
| |                            | | |
| Strecke |                            | Küstenbahn der Hauptlinie von Beʾer Scheva                                                                            | Küstenbahn der Hauptlinie von Beʾer Scheva                                                                            |
| |                            | | |
| |                            | | |
| ehemaliger Bahnhof | 0,0                        | Haifa Mizrach (d. h. Ost) 1904–1990er heute Bahnmuseum Israels; 1,45 m ü. NN                                          | Haifa Mizrach (d. h. Ost) 1904–1990er heute Bahnmuseum Israels; 1,45 m ü. NN                                          |
| |                            | | |
| Dienststation / Betriebs- oder Güterbahnhof |                            | Haifa Rangierbahnhof                                                                                                  | Haifa Rangierbahnhof                                                                                                  |
| Abzweig geradeaus, nach links und von links |                            | Anschluss Raffinerie und Kraftwerk (ab 1930)                                                                          | Anschluss Raffinerie und Kraftwerk (ab 1930)                                                                          |
| |                            | | |
| Abzweig ehemals geradeaus und nach links · Strecke quer · Strecke quer · Strecke von rechts | 2,0                        | ↓ 3-Schienengleis nach Akko 1932–1948 ↓ Küstenbahn der Hauptlinie nach Naharija                                       | ↓ 3-Schienengleis nach Akko 1932–1948 ↓ Küstenbahn der Hauptlinie nach Naharija                                       |
| |                            | | |
| |                            | | |
| Strecke (außer Betrieb) · Strecke von links · Strecke quer · Abzweig geradeaus, nach links und nach rechts |                            | ↓ 1941–1948 auch HBT-Linie nach Tripoli → Qischonhafen und Mispanot Israel                                            | ↓ 1941–1948 auch HBT-Linie nach Tripoli → Qischonhafen und Mispanot Israel                                            |
| |                            | | |
| |                            | | |
| Strecke (außer Betrieb) · Strecke Anfang Hochstrecke · Strecke Anfang Hochstrecke |                            | ↔ Kvisch 23 mit Karmeltunnel                                                                                          | ↔ Kvisch 23 mit Karmeltunnel                                                                                          |
| |                            | | |
| Kreuzung geradeaus unten (Strecke geradeaus außer Betrieb) · Kreuzung · Strecke von rechts · Strecke Ende Hochstrecke |                            | → Luftseilbahn haRakkavlit                                                                                            | → Luftseilbahn haRakkavlit                                                                                            |
| Strecke (außer Betrieb) · Bahnhof · Kopfbahnhof Streckenende · Bahnhof |                            | Haifa Merkazit haMifratz seit 2001                                                                                    | Haifa Merkazit haMifratz seit 2001                                                                                    |
| Strecke (außer Betrieb) · Strecke Ende Hochstrecke · Strecke |                            | | |
| |                            | | |
| Abzweig geradeaus, nach links und von links (Strecke außer Betrieb) · Kreuzung (Querstrecke außer Betrieb) · Strecke quer (außer Betrieb) · Abzweig ehemals quer und nach links | 4,5                        | → HBT-Linie, Akko- und Küstenbahn ↔ Haifa-Akko-Bahn 1913–1915/1919–1932                                               | → HBT-Linie, Akko- und Küstenbahn ↔ Haifa-Akko-Bahn 1913–1915/1919–1932                                               |
| |                            | | |
| Abzweig geradeaus und nach rechts (Strecke außer Betrieb) · Strecke | 4,62                       | Anschluss Steinbruch Ḥawāssa (حواسة)                                                                                  | Anschluss Steinbruch Ḥawāssa (حواسة)                                                                                  |
| Bahnhof (Strecke außer Betrieb) · Strecke | 5,02                       | Balad al-Schaych/Tel Chanan 1904–1951                                                                                 | Balad al-Schaych/Tel Chanan 1904–1951                                                                                 |
| Abzweig ehemals geradeaus und von links · Strecke nach rechts |                            | Neue Jesreʿeltalbahn von Haifa                                                                                        | Neue Jesreʿeltalbahn von Haifa                                                                                        |
| ehemaliger Bahnhof | 6,9                        | Nescher 1926–1951 | Nescher 1926–1951 |
| ehemaliger Bahnhof | 7,4                        | Nescher Werk 1922–1951                                                                                                | Nescher Werk 1922–1951                                                                                                |
| ehemaliger Haltepunkt / Haltestelle | 10,2                       | Mescheq Yadschur/Jagur 1925–1951                                                                                      | Mescheq Yadschur/Jagur 1925–1951                                                                                      |
| |                            | | |
| ehemaliger Haltepunkt / Haltestelle | 10,35                      | Nachalat Jaʿaqov (1924 gegr.; heute Kfar Chassidim)                                                                   | Nachalat Jaʿaqov (1924 gegr.; heute Kfar Chassidim)                                                                   |
| |                            | | |
| ehemaliger Haltepunkt / Haltestelle | 12,15                      | al-Dschalamah | al-Dschalamah |
| Abzweig geradeaus und ehemals nach links · Strecke von rechts (außer Betrieb) |                            | Neue Jesreʿeltalbahn nach Beit Scheʾan                                                                                | Neue Jesreʿeltalbahn nach Beit Scheʾan                                                                                |
| Strecke |                            | Qischon | Qischon |
| Strecke · Haltepunkt / Haltestelle (Strecke außer Betrieb) | 15,0                       | Elroʾi (heute zu Qirjat Ṭivʿōn)                                                                                       | Elroʾi (heute zu Qirjat Ṭivʿōn)                                                                                       |
| |                            | | |
| Strecke · Bahnhof (Strecke außer Betrieb) | 17,0                       | Qirjat Charoschet (heute zu Qirjat Ṭivʿōn)                                                                            | Qirjat Charoschet (heute zu Qirjat Ṭivʿōn)                                                                            |
| |                            | | |
| Kreuzung · Strecke (außer Betrieb) |                            | Qischon | Qischon |
| Strecke nach links · Abzweig ehemals geradeaus und von rechts |                            | Neue Jesreʿeltalbahn von Haifa                                                                                        | Neue Jesreʿeltalbahn von Haifa                                                                                        |
| Bahnhof |                            | Joqneʿam-Kfar Jehoschuʿa                                                                                              | Joqneʿam-Kfar Jehoschuʿa                                                                                              |
| Strecke von links · Abzweig ehemals geradeaus und nach rechts |                            | Neue Jesreʿeltalbahn nach Beit Scheʾan                                                                                | Neue Jesreʿeltalbahn nach Beit Scheʾan                                                                                |
| |                            | | |
| Strecke · Bahnhof (Strecke außer Betrieb) | 21,7                       | Tell al-Schammam/Kfar Jehoschuʿa 1904–1951 39 m ü. NN ab 2008 Hedschasbahn-Museum                                     | Tell al-Schammam/Kfar Jehoschuʿa 1904–1951 39 m ü. NN ab 2008 Hedschasbahn-Museum                                     |
| |                            | | |
| Strecke · Haltepunkt / Haltestelle (Strecke außer Betrieb) | 26,7                       | Kfar Baruch 1926–1951                                                                                                 | Kfar Baruch 1926–1951                                                                                                 |
| Strecke nach links · Abzweig ehemals geradeaus und von rechts |                            | Neue Jesreʿeltalbahn von Haifa                                                                                        | Neue Jesreʿeltalbahn von Haifa                                                                                        |
| Bahnhof |                            | Migdal ha-ʿEmeq-Kfar Baruch ab 2016                                                                                   | Migdal ha-ʿEmeq-Kfar Baruch ab 2016                                                                                   |
| Abzweig ehemals geradeaus und nach links · Strecke von rechts |                            | Neue Jesreʿeltalbahn nach Beit Scheʾan                                                                                | Neue Jesreʿeltalbahn nach Beit Scheʾan                                                                                |
| Strecke (außer Betrieb) · Bahnhof |                            | Afula (neu) seit 2016                                                                                                 | Afula (neu) seit 2016                                                                                                 |
| Bahnhof (Strecke außer Betrieb) · Strecke | 0,036,3                    | Afula 1904–1951; 62,4 m ü. NN                                                                                         | Afula 1904–1951; 62,4 m ü. NN                                                                                         |
| Abzweig geradeaus, nach rechts und von rechts (Strecke außer Betrieb) · Strecke |                            | Samarienbahn nach Nablus                                                                                              | Samarienbahn nach Nablus                                                                                              |
| Abzweig ehemals geradeaus und von links · Strecke nach rechts |                            | Neue Jesreʿeltalbahn von Haifa                                                                                        | Neue Jesreʿeltalbahn von Haifa                                                                                        |
| ehemaliger Dienststation / Betriebs- oder Güterbahnhof | 45,8                       | Ejn Charod 1922–1948                                                                                                  | Ejn Charod 1922–1948                                                                                                  |
| ehemaliger Haltepunkt / Haltestelle | 48,7                       | Tel Jossef 1927–1948                                                                                                  | Tel Jossef 1927–1948                                                                                                  |
| ehemaliger Bahnhof | 51,0                       | Schatta 1936–1948; 78,19 m unter NN                                                                                   | Schatta 1936–1948; 78,19 m unter NN                                                                                   |
| ehemaliger Haltepunkt / Haltestelle | 57,0                       | ha-Sadeh 1937–1948 | ha-Sadeh 1937–1948 |
| |                            | | |
| Kopfbahnhof Strecke ab hier außer Betrieb | 59,260                     | Beisan 1904–1948; 121,72 m unter NN Beit Scheʾan seit 2016                                                            | Beisan 1904–1948; 121,72 m unter NN Beit Scheʾan seit 2016                                                            |
| |                            | | |
| |                            | | |
| Abzweig geradeaus und nach rechts (Strecke außer Betrieb) | 61,5                       | Anschlussgleis Steinbruch des Public Works Department                                                                 | Anschlussgleis Steinbruch des Public Works Department                                                                 |
| |                            | | |
| |                            | | |
| Abzweig geradeaus und nach rechts (Strecke außer Betrieb) |                            | Fortführung via Scheich-Hussayn-Brücke nach Irbid (Jordanien), seit 2002 geplant                                      | Fortführung via Scheich-Hussayn-Brücke nach Irbid (Jordanien), seit 2002 geplant                                      |
| |                            | | |
| Brücke über Wasserlauf (Strecke außer Betrieb) |                            | Jissa[sch]char | Jissa[sch]char |
| Bahnhof (Strecke außer Betrieb) | 69,9                       | Beit Jossef 1937–1948                                                                                                 | Beit Jossef 1937–1948                                                                                                 |
| Brücke über Wasserlauf (Strecke außer Betrieb) |                            | Tavor | Tavor |
| |                            | | |
| Bahnhof (Strecke außer Betrieb) | 76,5                       | Dschisr al-Madschamiʿ 1905–1948; tiefst- gelegener Bhf. der Welt; 246,47 m unter NN                                   | Dschisr al-Madschamiʿ 1905–1948; tiefst- gelegener Bhf. der Welt; 246,47 m unter NN                                   |
| |                            | | |
| |                            | | |
| Grenze auf Brücke über Wasserlauf (Strecke außer Betrieb) | 77,0                       | Gescher Nachalim/Dschisr al-Madschamiʿ über den Jordan; Grenze Mandats-Palästinas/Israels zu Transjordanien/Jordanien | Gescher Nachalim/Dschisr al-Madschamiʿ über den Jordan; Grenze Mandats-Palästinas/Israels zu Transjordanien/Jordanien |
| |                            | | |
| Abzweig geradeaus und nach rechts (Strecke außer Betrieb) | 78,0                       | Anschluss Kraftwerk der Palestine Electric Co.                                                                        | Anschluss Kraftwerk der Palestine Electric Co.                                                                        |
| |                            | | |
| Brücke über Wasserlauf (Strecke außer Betrieb) |                            | Ablauf des Jarmukstausees                                                                                             | Ablauf des Jarmukstausees                                                                                             |
| |                            | | |
| Haltepunkt / Haltestelle (Strecke außer Betrieb) | 79,0                       | Naharajim 1927–1948                                                                                                   | Naharajim 1927–1948                                                                                                   |
| Strecke Anfang Hochstrecke (außer Betrieb) |                            | Gescher Naharajim/Dschisr aṣ-Ṣaġīr, 1. Bahn-                                                                          | Gescher Naharajim/Dschisr aṣ-Ṣaġīr, 1. Bahn-                                                                          |
| |                            | brücke über den Jarmuk (darin die Grenze                                                                              | |
| |                            | | |
| Strecke unter Wasserlauf Ende Hochstrecke (Strecke außer Betrieb) |                            | [Trans-]Jordaniens zu Mandats-Palästina/Israel) und zugleich über den Jordan-Jarmuk-Kanal                             | [Trans-]Jordaniens zu Mandats-Palästina/Israel) und zugleich über den Jordan-Jarmuk-Kanal                             |
| |                            | | |
| Dienststation / Betriebs- oder Güterbahnhof (Strecke außer Betrieb) | 81,4                       | Delhamiya/al-Dalhamiyya                                                                                               | Delhamiya/al-Dalhamiyya                                                                                               |
| Abzweig geradeaus und nach rechts (Strecke außer Betrieb) |                            | Anschlussgleis Steinbruch                                                                                             | Anschlussgleis Steinbruch                                                                                             |
| |                            | | |
| Haltepunkt / Haltestelle (Strecke außer Betrieb) | 84,2                       | ʿEmeq ha-Jarden ab 1937 Chanijat Arlosoroff                                                                           | ʿEmeq ha-Jarden ab 1937 Chanijat Arlosoroff                                                                           |
| |                            | | |
| |                            | | |
| Bahnhof (Strecke außer Betrieb) | 86,9                       | Sammach 1905–1948; seit 2015 Land- Israel-Studienzentrum; 186,88 m unter NN                                           | Sammach 1905–1948; seit 2015 Land- Israel-Studienzentrum; 186,88 m unter NN                                           |
| |                            | | |
| |                            | | |
| Wechsel des Eisenbahninfrastrukturunternehmens (Strecke außer Betrieb) |                            | 1920–1948: Betriebswechsel PR/DHP                                                                                     | 1920–1948: Betriebswechsel PR/DHP                                                                                     |
| |                            | | |
| |                            | | |
| Grenze auf Brücke über Wasserlauf (Strecke außer Betrieb) | 91,8                       | Dschisr al-Ḥammah (2. Jarmukbrücke); Grenze Mandats-Palästinas/Israels zu (Trans-)Jordanien; 157 m unter NN           | Dschisr al-Ḥammah (2. Jarmukbrücke); Grenze Mandats-Palästinas/Israels zu (Trans-)Jordanien; 157 m unter NN           |
| |                            | | |
| |                            | | |
| Grenze auf Brücke über Wasserlauf (Strecke außer Betrieb) |                            | Dschisr al-Bannah (3. Jarmukbrücke); Grenze (Trans-)Jordaniens zu Mandats-Palästina/Israel; 153 m unter NN            | Dschisr al-Bannah (3. Jarmukbrücke); Grenze (Trans-)Jordaniens zu Mandats-Palästina/Israel; 153 m unter NN            |
| |                            | | |
| Bahnhof (Strecke außer Betrieb) | 95,3                       | al-Ḥammah 1905–1948; 146,06 m unter NN                                                                                | al-Ḥammah 1905–1948; 146,06 m unter NN                                                                                |
| |                            | | |
| Grenze auf Brücke über Wasserlauf (Strecke außer Betrieb) |                            | Dschisr Umm Baṭmah (4. Jarmukbrücke); Grenze Mandats-Palästinas/Israels zu (Trans-)Jordanien; 138 m unter NN          | Dschisr Umm Baṭmah (4. Jarmukbrücke); Grenze Mandats-Palästinas/Israels zu (Trans-)Jordanien; 138 m unter NN          |
| |                            | | |
| |                            | | |
| Grenze auf Brücke über Wasserlauf (Strecke außer Betrieb) |                            | Dschisr Schaq al-Barad (5. Jarmukbrücke); Grenze (Trans-)Jordaniens zu Mandats- Syrien/Syrien (bzw. den Golan-Höhen)  | Dschisr Schaq al-Barad (5. Jarmukbrücke); Grenze (Trans-)Jordaniens zu Mandats- Syrien/Syrien (bzw. den Golan-Höhen)  |
| |                            | | |
| Tunnel (Strecke außer Betrieb) | 103,6                      | 69 m unter NN | 69 m unter NN |
| Grenze auf Brücke über Wasserlauf (Strecke außer Betrieb) |                            | 6. Jarmukbrücke; Grenze Syriens zu Jordanien                                                                          | 6. Jarmukbrücke; Grenze Syriens zu Jordanien                                                                          |
| Bahnhof (Strecke außer Betrieb) | 107,4                      | Wadi Qaliṭ ab 1905; 56,62 m unter NN                                                                                  | Wadi Qaliṭ ab 1905; 56,62 m unter NN                                                                                  |
| |                            | | |
| Brücke über Wasserlauf (Strecke außer Betrieb) |                            | Dschisr Wadi Qaliṭ übers Wadi Qaliṭ (وادي قليط, südlicher Zufluss)                                                    | Dschisr Wadi Qaliṭ übers Wadi Qaliṭ (وادي قليط, südlicher Zufluss)                                                    |
| |                            | | |
| |                            | | |
| Grenze auf Brücke über Wasserlauf (Strecke außer Betrieb) | 113,7                      | 7. Jarmukbrücke; Grenze Jordaniens zu Syrien; 26 m unter NN                                                           | 7. Jarmukbrücke; Grenze Jordaniens zu Syrien; 26 m unter NN                                                           |
| |                            | | |
| |                            | | |
| Brücke über Wasserlauf (Strecke außer Betrieb) | 116,5                      | Brücke über nördlichen Jarmukzufluss bei al-Quwiyya; 0 m ü. NN                                                        | Brücke über nördlichen Jarmukzufluss bei al-Quwiyya; 0 m ü. NN                                                        |
| |                            | | |
| |                            | | |
| Bahnhof (Strecke außer Betrieb) | 119,5                      | al-Schadschara ab 1905; 26,89 m ü. NN                                                                                 | al-Schadschara ab 1905; 26,89 m ü. NN                                                                                 |
| |                            | | |
| Brücke über Wasserlauf (Strecke außer Betrieb) | 120                        | Wadi al-Zayatin | Wadi al-Zayatin |
| |                            | Einschnitt, um eine Flussschleife auszulassen                                                                         | |
| Brücke über Wasserlauf (Strecke außer Betrieb) |                            | 8. Jarmukbrücke | 8. Jarmukbrücke |
| |                            | | |
| Brücke über Wasserlauf (Strecke außer Betrieb) |                            | Brücke über südlichen Jarmukzufluss im Wadi al-Siǧn                                                                   | Brücke über südlichen Jarmukzufluss im Wadi al-Siǧn                                                                   |
| |                            | | |
| |                            | | |
| Bahnhof (Strecke außer Betrieb) | 124,4                      | al-Maqarn / Maqarin ab 1905; 71,14 m ü. NN; ab 2007 im Wahda-Stausee                                                  | al-Maqarn / Maqarin ab 1905; 71,14 m ü. NN; ab 2007 im Wahda-Stausee                                                  |
| |                            | | |
| |                            | | |
| Brücke über Wasserlauf (Strecke außer Betrieb) | 125,5                      | Dschisr al-Maqarin (9. Jarmukbrücke); ab 2007 im Wahda-Stausee                                                        | Dschisr al-Maqarin (9. Jarmukbrücke); ab 2007 im Wahda-Stausee                                                        |
| |                            | | |
| Tunnel (Strecke außer Betrieb) |                            | ins Nachbartal des Nahr al-ʿAlak; 128 m ü. NN                                                                         | ins Nachbartal des Nahr al-ʿAlak; 128 m ü. NN                                                                         |
| Brücke über Wasserlauf (Strecke außer Betrieb) |                            | Kehre am Nahr al-ʿAlak (نهر العلك)                                                                                    | Kehre am Nahr al-ʿAlak (نهر العلك)                                                                                    |
| Brücke über Wasserlauf (Strecke außer Betrieb) |                            | Kehre am Nahr al-ʿAlak; 169 m ü. NN                                                                                   | Kehre am Nahr al-ʿAlak; 169 m ü. NN                                                                                   |
| Tunnel (Strecke außer Betrieb) |                            | im Tal des Nahr al-ʿAlak; 185 m ü. NN                                                                                 | im Tal des Nahr al-ʿAlak; 185 m ü. NN                                                                                 |
| Tunnel (Strecke außer Betrieb) |                            | ins Jarmuktal; 218 m ü. NN                                                                                            | ins Jarmuktal; 218 m ü. NN                                                                                            |
| Bahnhof (Strecke außer Betrieb) | 135,8                      | Zayzun ab 1905; 260,19 m ü. NN                                                                                        | Zayzun ab 1905; 260,19 m ü. NN                                                                                        |
| Brücke über Wasserlauf (Strecke außer Betrieb) |                            | Wādī al-ʿAǧamī (nördlicher Zufluss)                                                                                   | Wādī al-ʿAǧamī (nördlicher Zufluss)                                                                                   |
| Tunnel (Strecke außer Betrieb) |                            | 295 m ü. NN | 295 m ü. NN |
| Tunnel (Strecke außer Betrieb) |                            | 316 m ü. NN | 316 m ü. NN |
| |                            | | |
| Brücke über Wasserlauf (Strecke außer Betrieb) |                            | Dschisr Tell Schihab übers Wadi al-Ḏahab                                                                              | Dschisr Tell Schihab übers Wadi al-Ḏahab                                                                              |
| |                            | | |
| Brücke über Wasserlauf (Strecke außer Betrieb) |                            | 10. Jarmukbrücke (Kehre im Wadi al-Middān)                                                                            | 10. Jarmukbrücke (Kehre im Wadi al-Middān)                                                                            |
| Brücke über Wasserlauf (Strecke außer Betrieb) |                            | 11. Jarmukbrücke (Wadi al-Middān)                                                                                     | 11. Jarmukbrücke (Wadi al-Middān)                                                                                     |
| Tunnel (Strecke außer Betrieb) |                            | Kehre im Wadi al-Middān; 300 m ü. NN                                                                                  | Kehre im Wadi al-Middān; 300 m ü. NN                                                                                  |
| Bahnhof (Strecke außer Betrieb) | 145                        | Tell Schihab تل الشهاب                                                                                                | Tell Schihab تل الشهاب                                                                                                |
| Abzweig geradeaus und von links (Strecke außer Betrieb) · Strecke quer (außer Betrieb) |                            | Hauranbahn von Damaskus                                                                                               | Hauranbahn von Damaskus                                                                                               |
| |                            | | |
| Bahnhof (Strecke außer Betrieb) | 149,1100,0                 | Muzayrib C.F.H. ab 1901 (Ri. Medina) Muzayrib D.H.P. 1894–1914; 461,6 m ü. NN                                         | Muzayrib C.F.H. ab 1901 (Ri. Medina) Muzayrib D.H.P. 1894–1914; 461,6 m ü. NN                                         |
| |                            | | |
| Abzweig geradeaus, nach links und von links (Strecke außer Betrieb) · Strecke quer (außer Betrieb) |                            | Hedschasbahn nach/von Damaskus ab 1903                                                                                | Hedschasbahn nach/von Damaskus ab 1903                                                                                |
| Bahnhof (Strecke außer Betrieb) | 161,0123,0                 | Darʿā ab 1901; 461,6 m ü. NN                                                                                          | Darʿā ab 1901; 461,6 m ü. NN                                                                                          |
| Abzweig geradeaus und nach links (Strecke außer Betrieb) · Strecke quer (außer Betrieb) |                            | → Bahnstrecke Darʿa–Bosra nach Bosra                                                                                  | → Bahnstrecke Darʿa–Bosra nach Bosra                                                                                  |
| Strecke (außer Betrieb) |                            | ↓ Hedschasbahn nach Medina                                                                                            | ↓ Hedschasbahn nach Medina                                                                                            |

Die Bahnstrecke Haifa–Darʿā oder Jesreʿeltalbahn (hebräisch רַכֶּבֶת עֵמֶק יִזְרְעֶאל Rakkevet ʿEmeq Jizreʿel, deutsch ‚Jesreʿeltalbahn‘, oder kurz רַכֶּבֶת הָעֵמֶק Rakkevet ha-ʿEmeq, deutsch ‚Bahn des Tals‘, englisch Jezreʿel Valley Line) war eine schmalspurige Strecke in der Spurweite von 1050 mm, die zum System der Hedschasbahn gehörte. Von der Hafenstadt Haifa, damals im osmanischen Vilâyet Beirut, verlief sie bis zum Bahnhof Darʿā im Hauran (Vilâyet Syrien) an der Hauptstrecke der Hedschasbahn von Damaskus nach Medina. Sie war die Strecke, die mit 258 m unter dem Meeresspiegel den tiefsten Punkt aller Bahnstrecken der Welt erreichte.

## Vorgeschichte
Ein erster Versuch, die Verbindung Haifa – Damaskus in Normalspur zu verwirklichen, unternahm 1882 die alteingesessene Beiruter Familie Sursuq. Die Hohe Pforte erteilte eine Konzession noch für die Strecke Akko – Damaskus. Da es den Sursuqs nicht gelang, das erforderliche Kapital aufzubringen, verfiel die Konzession.
Die Konzession erhielt danach 1889 Jusuf Effendi Eljas und 1891 erneut, zusammen mit dem Briten Robert Pilling. Sie verkauften sie an die Syrian Ottoman Railway Company, hinter der der britische Unternehmer Hill mit seinen Thames Ironworks and Shipbuilding and Engineering stand. Der Bau begann 1892.

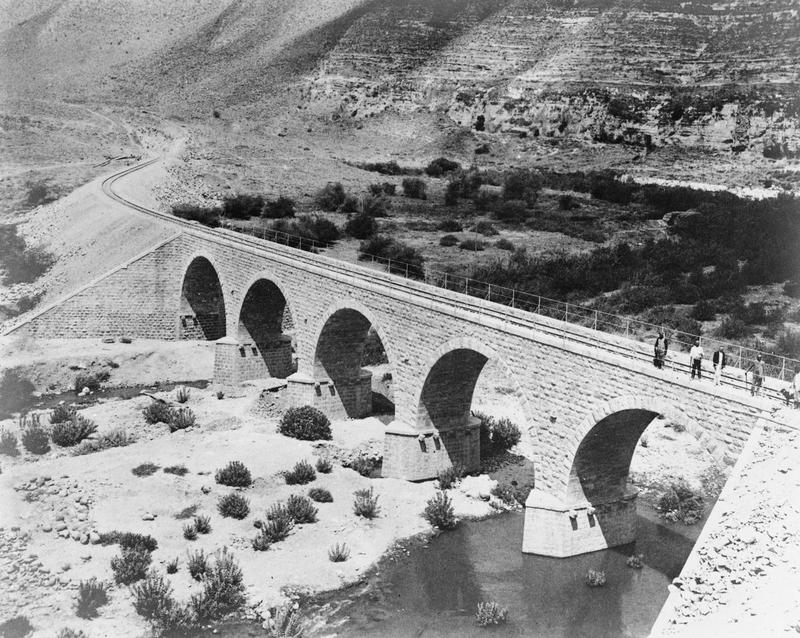
Die 7. der Bahnbrücken über den Jarmuk wurde als erste von ihnen vollendet. Auf Kâzım Paschas Meldung hin ehrte der Sultan ihren Erbauer Meißner Pascha mit einer Hidschasbahn-Medaille in Gold, Photo 1908

Unterfinanziert, kam das Unternehmen nicht über die Erdarbeiten für die ersten acht Kilometer hinaus, so dass der Staat 1895 die Konzession einzog und auf eine britische Gesellschaft übertrug. Ihr gelang es, bis 1899 die ersten acht Kilometer betriebsfertig her- und den Oberbau bis zum Kilometer 23 fertigzustellen. Zwischen Kilometer 30 und 35 sowie Kilometer 45 und 50 waren die Erdarbeiten in den nächsten Baulosen im Gang.
Der Baufortschritt verlief sehr zögerlich, weshalb die Hohe Pforte die Konzession 1902 zurückerwarb und das Projekt auf die Spurweite von 1.050 mm umstellte, um den Anschluss an die technischen Parameter der Hedschasbahn sicherzustellen. Marschall Kâzım Alpan Pascha (1855–1936), seit 1901 Minister für Bau und Betrieb der Hidschasbahn, erhielt die Jesreʿeltalbahn als Teil seines Ressorts hinzu. Die Arbeiten lagen ab Dezember 1902 in den Händen von Heinrich August Meißner,:19 „Meißner Pascha“, und begannen am 11. April 1903.

## Zweck

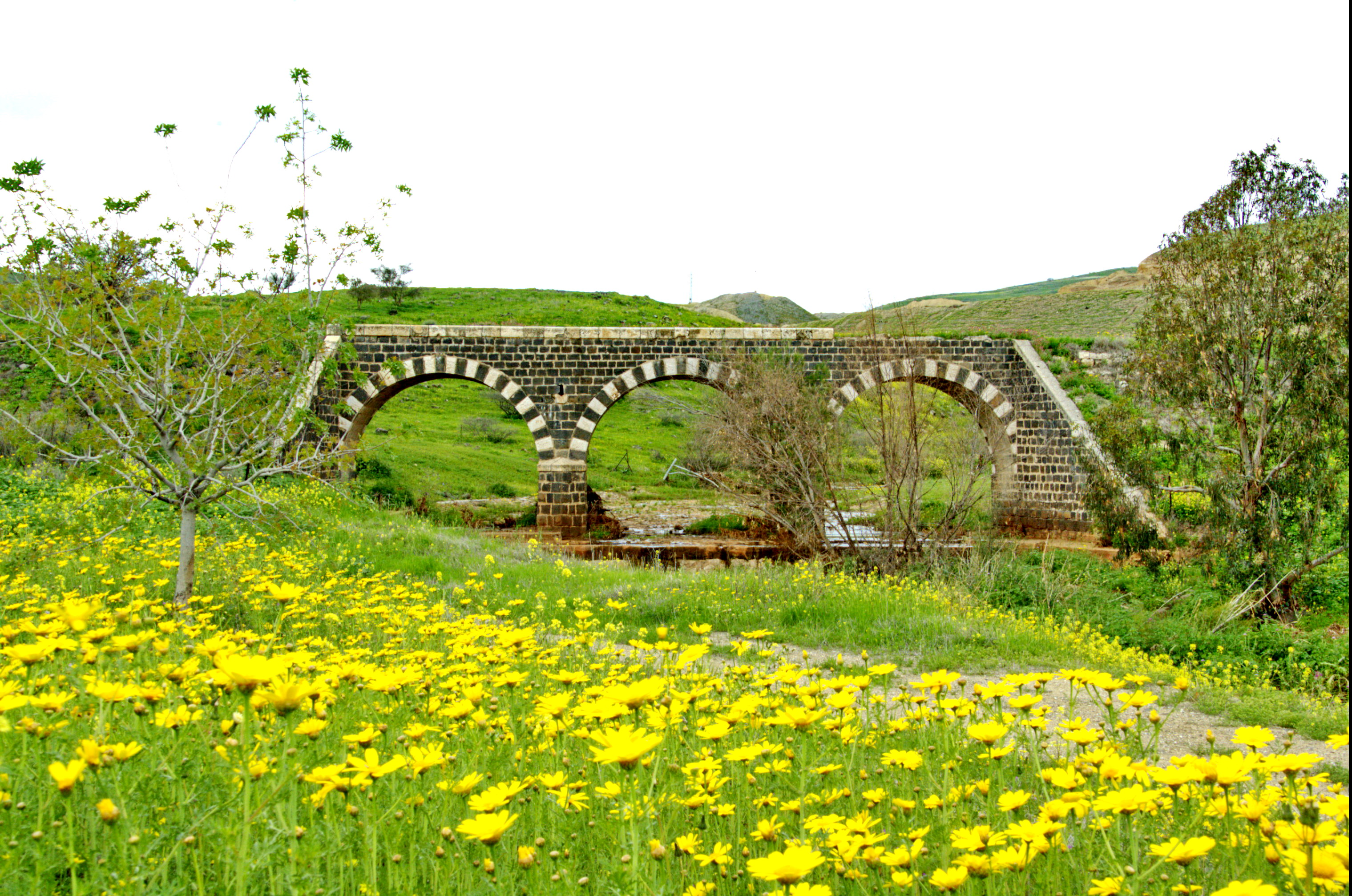
Brücke über den Jissa[sch]char, 2009

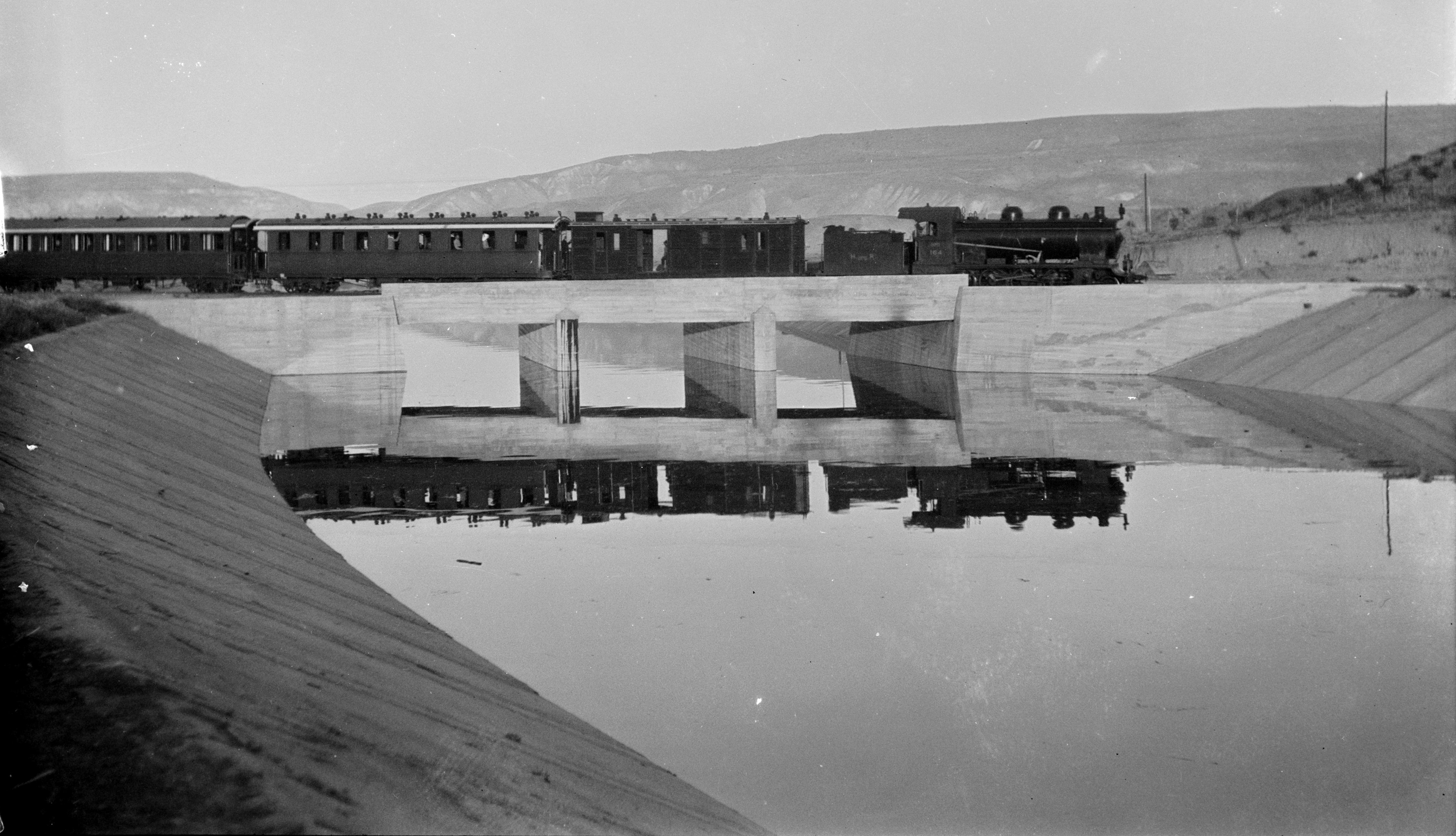
Brücke über den Ablauf des Jarmukstausees, 1933

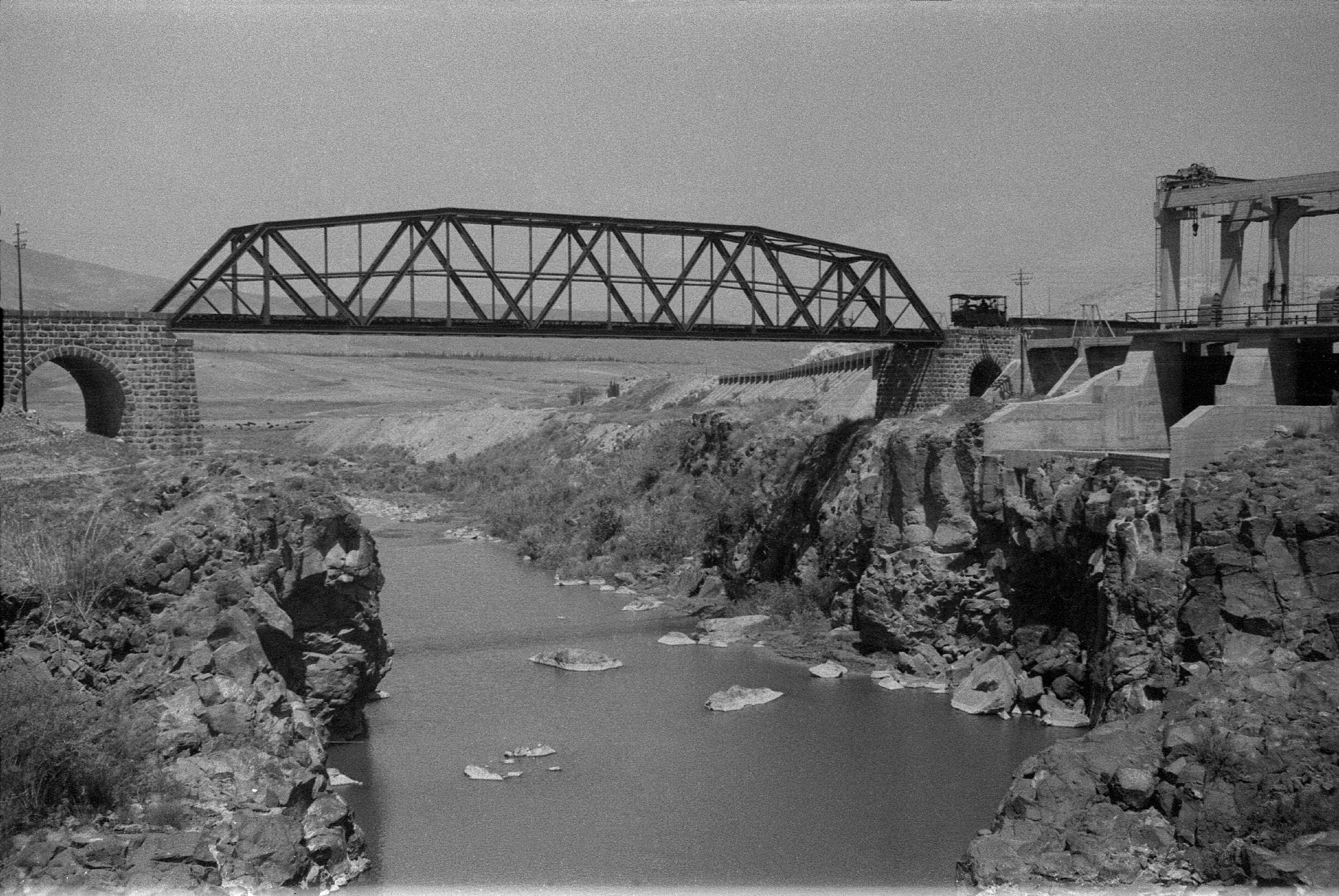
Der Gescher Naharajim / Dschisr aṣ-Ṣaġīr über Jordan-Jarmuk-Kanal (Spannbrücke rechts) und Jarmuk (Balkenbrücke links), um 1940

Gründe, diese teure und technisch anspruchsvolle Bahn zu bauen, gab es einige: Das Osmanische Reich konnte durch sie seine militärische Präsenz im Grenzgebiet zum britisch beherrschten Sultanat Ägypten stärken. Außerdem konnte auf der Strecke Baumaterial für die Hauptstrecke der Hedschasbahn über den Seeweg von Haifa, als dem nächst erreichbaren Mittelmeerhafen, zu deren Baustellen geliefert werden.
Weiter erschloss die Bahn die landwirtschaftlich produktiven Regionen von Hauranebene, Jordantal und Ebene Jesreʿel. Die Hohe Pforte versprach sich von der Bahn eine wirtschaftliche Wiederbelebung von Damaskus, das sich in einer andauernden wirtschaftlichen Depression befand, nachdem der neu eröffnete Sueskanal den Verkehr im Nahen Osten an sich gezogen hatte.
Und schließlich stand die von einer französischen Gesellschaft, der Chemin de Fer Damas – Hama et Prolongement (D.H.P.), erbaute und 1895 eröffnete Eisenbahn von Damaskus nach Beirut zum einen in ausländischem Eigentum und musste zum anderen das Libanongebirge betrieblich sehr aufwendig mit Zahnstangenabschnitten und Spitzkehren überwinden und war damit wenig leistungsfähig.
Diese politischen und strategischen Vorgaben verlangten die größtmögliche Beschleunigung des Vorhabens bei nur begrenzt zur Verfügung stehenden Geldmitteln. Die Bauleitung bemühte sich deshalb, die Trasse so weit wie möglich dem Gelände anzupassen und auf Kunstbauten und große Erdbewegungen zu verzichten.

## Topografie
Die Strecke führte über 161 km von Haifa nach Darʿa, wo sie 123 km südlich von Damaskus in die Hauptstrecke mündete. Dazu musste der Jordangraben, Nordende des Ostafrikanischen Grabenbruchsystems, durchquert und die begleitenden Randgebirge überwunden werden – eine beachtliche technische Herausforderung.

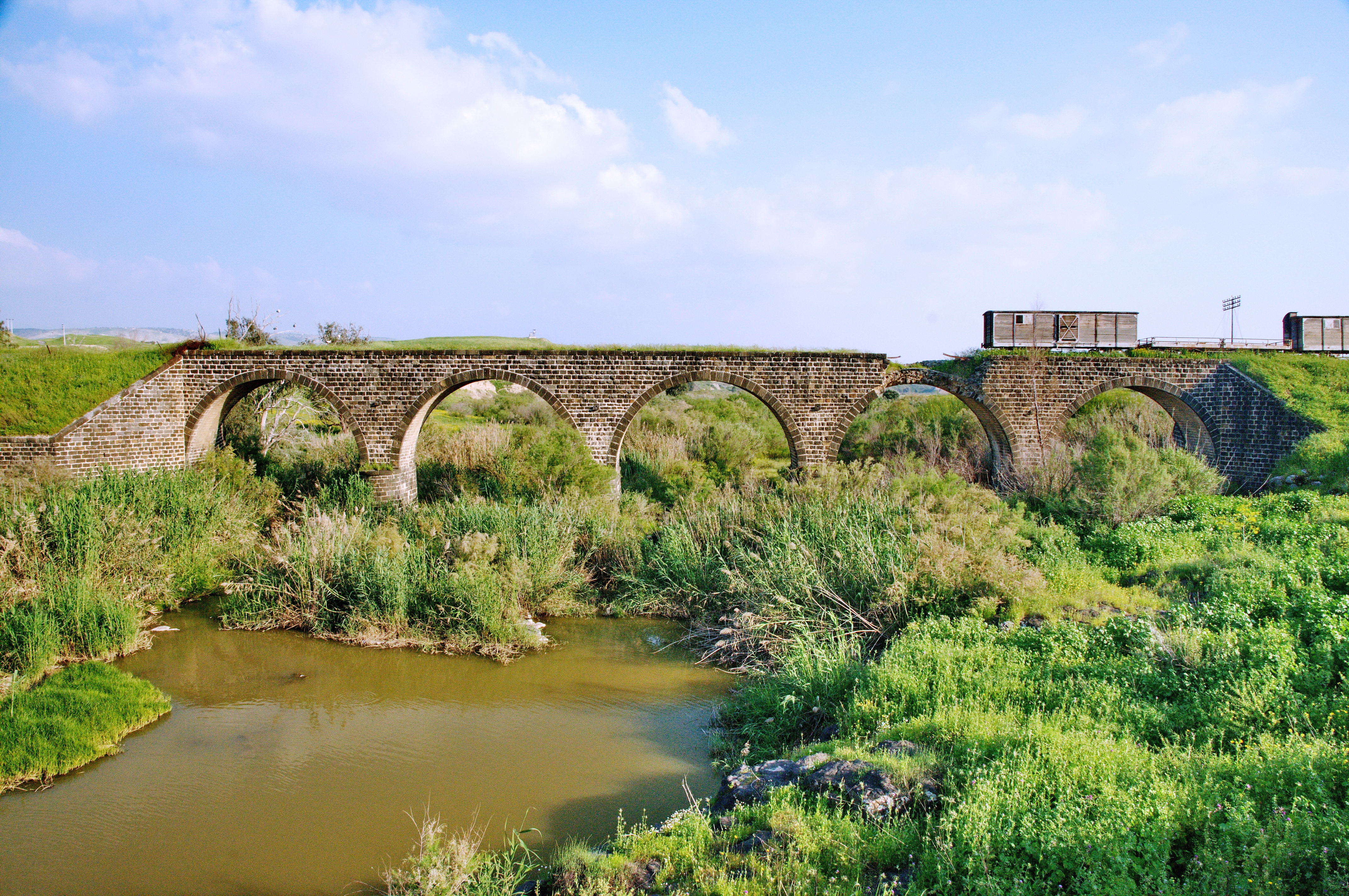
Der Gescher Nachalim / Dschisr al-Madschamiʿ über den Jordan ist der Welt tiefst gelegener oberirdischer Bahnverlauf, Photo 2013

Die Trasse führte vom Tal Jesreʿel hinunter bis unter Meeresspiegelhöhe und erreichte nahe dem Bahnhof Dschisr al-Madschamiʿ (hebr.: Gescher Nachalim) auf der Jordanbrücke gleichen Namens mit 246,47 m unter dem Meeresspiegel den tiefsten Punkt, auf dem eine Eisenbahn oberirdisch in der Welt je verkehrte. Von dort führte sie wieder hinauf zum See Genezareth (209 m unter dem Meeresspiegel) sowie anschließend über eine Reihe spektakulärer Viadukte durch die Schlucht des Jarmuk hinauf nach Syrien. Insgesamt wies die Bahn 141 Brücken, 392 Wasserdurchlässe und acht Tunnel mit einer Gesamtlänge von 1'100 m auf. Trotz der schwierigen Topographie kam eine Adhäsionsbahn zustande, die eine Maximalsteigung von 20 Promille und einen Minimalradius von 125 m einhält.

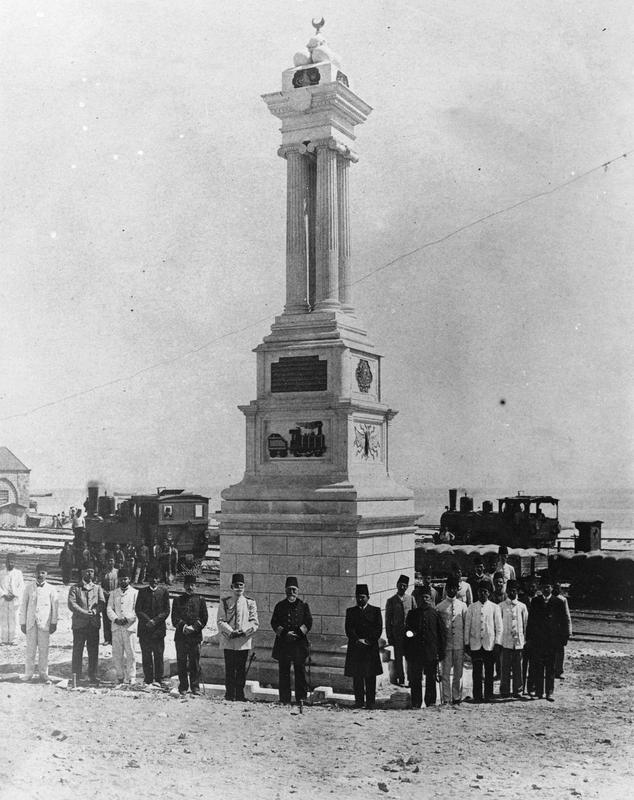
Eröffnung der Bahn am 15. Oktober 1905, dem Geburtstag des Sultans, mit eigens errichtetem Denkmal, Haifa

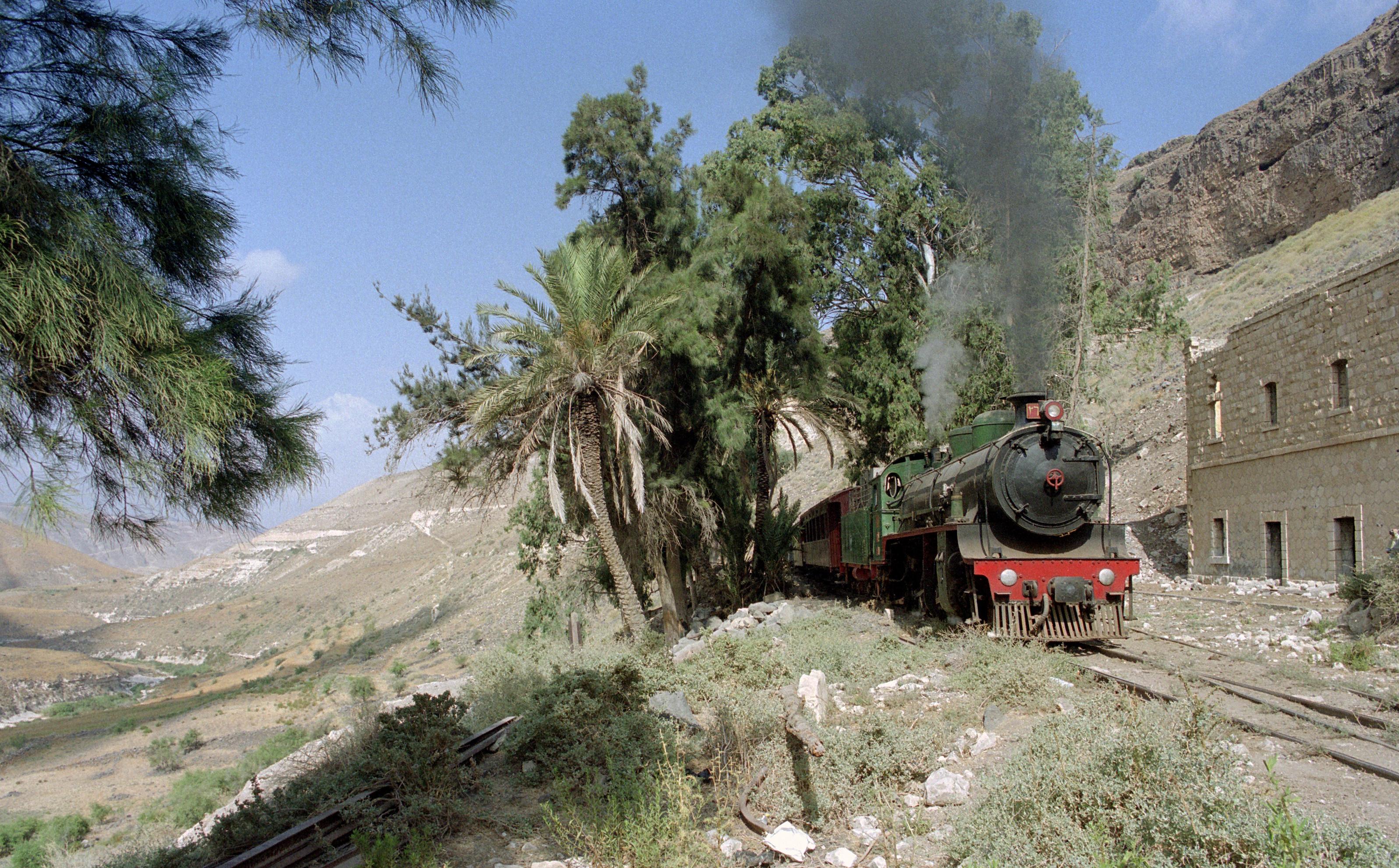
Aufgegebener Bahnhof Zayzun mit Zug, 2000

Die größten Schwierigkeiten bereitete der Aufstieg im Jarmuktal, wo die Höhendifferenz von 649 Metern auf einer Länge von nur 62 Kilometern zwischen dem See Genezareth (−187 m bei der Station Sammach, km 87) und dem Bahnhof Muzayrib (462 m über NN, km 149) überwunden werden muss. Dieser Bahnhof war bereits 1901 im Zuge der von Süden her vorgetriebenen Hedschasbahn eröffnet worden, als deren nördliche Fortsetzung durch Ankauf der bereits bis Muzayrib reichenden Hauranbahn geplant war. Als der Ankauf am Preise scheiterte, wurde Muzayrib Endbahnhof einer Stummelstrecke, da die Hedschasbahn dann ab Darʿā durch eine neue Strecke östlich parallel zur Hauranbahn bis Damaskus durchgebunden wurde.

## Betrieb
Der Betrieb bis zur Jordanbrücke Dschisr al-Madschamiʿ/Gescher Nachalim (km 77) wurde im Laufe des Jahres 1904 aufgenommen, die Befahrbarkeit des Gleises über die weiteren 84 km bis Darʿa am 15. Oktober desselben Jahres hergestellt, der fahrplanmäßige Betrieb 1906 aufgenommen. Im Gesamtsystem der Hedschasbahn spielte die Verbindung zum Hafen Haifa eine herausragende Rolle. Die Strecke prosperierte wirtschaftlich, wobei sich eine Reihe von Umständen nachteilig auf die Wirtschaftlichkeit auswirkten:
- leichte Schienen von nur 21,5 kg/m Gewicht, was nur eine geringe Radsatzlast von 10 t zuließ.
- es fehlte zunächst an Werkstätten für die Fahrzeuge. Erst auf das wiederholte Drängen der Betriebs- und Bauleitung wurde am Bahnhof Haifa eine größere Werkstätte errichtet (heute Israelisches Eisenbahnmuseum); bis zu deren Fertigstellungstermin im Juli 1908 musste sich der Betrieb mit drei kleinen Werkstätten begnügen, die den Lokomotivschuppen angegliedert waren.
- das Personal rekrutierte sich durchweg aus der einheimischen Bevölkerung und war schlecht ausgebildet.

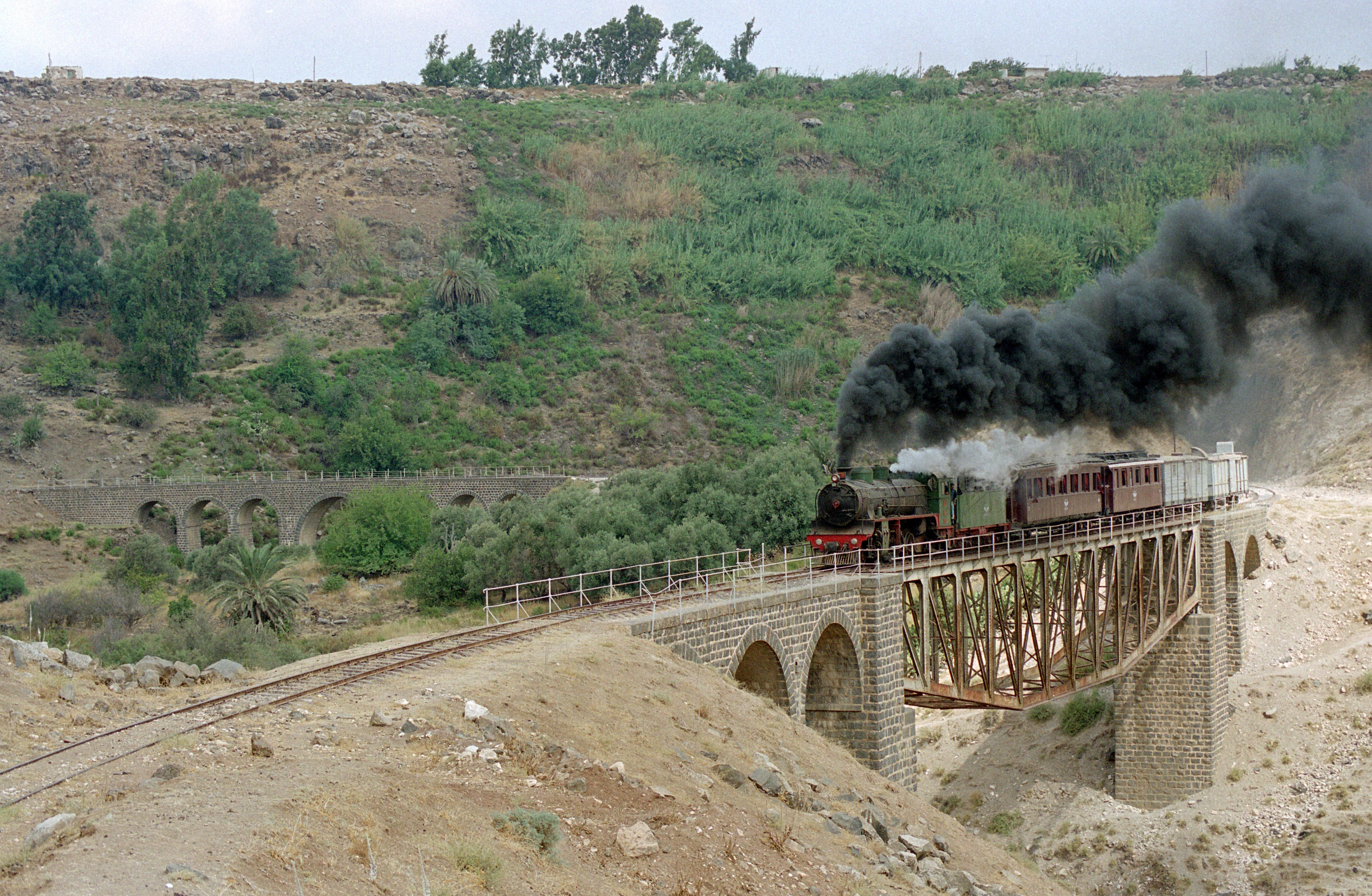
Stählerne Balkenbrücke (10. Jarmukbrücke) mit Zug vor Dschisr Tell Schihab, 2000

Phönizischer Bäderexpress mit Baruch Katinka (am Motor) neben Franz Josef Walz (mit Moustache und Flugbrille auf der Stirn) und Hans Eduard von Heemskerck (mit Kragenpatten) wie weiteren Soldaten

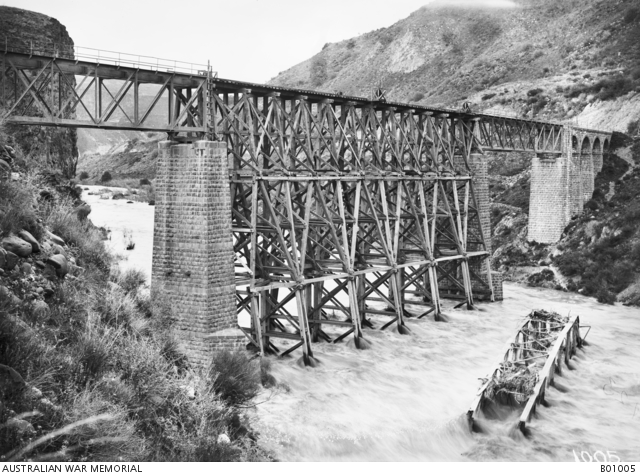
Der 1919 durch kanadische Pioniere geflickte Dschisr al-Ḥammah (2. Jarmukbrücke), den die Mittelmächte 1918 beim Rückzug gesprengt hatten

Im Juni 1917 versuchte T. E. Lawrence von Arabien mit verbündeten Angreifern vergeblich den Dschisr al-Ḥammah (2. Jarmukbrücke) zu sprengen. Im November 1917, zwecks Entlastung der Offensive Allenbys, versuchte T. E. Lawrence mit Verbündeten den Dschisr Tell Schihab über das Wadi al-Ḏahab (وادي الدهب) unterhalb von dessen Wasserfällen zu zerstören, was letztlich misslang, wobei jedoch der Zug Mehmed Cemal Paschas, Befehlshaber des VII. osmanischen Corps, zerschossen wurde. Die Bayerische Fliegerabteilung 304 b betrieb 1918 zwischen Bahnhof Afula und Haifa einen eigenen schnellen Triebwagen, den so genannten Phönizischen Bäderexpress. Im Rückzug 1918 sprengten Kräfte der Mittelmächte schließlich den Dschisr al-Ḥammah, dessen herausgeschleudertes stählernes Mittelstück kanadische Pioniere im Februar 1919 durch eine Holzkonstruktion ersetzten, bevor das fehlende Stück später wieder repariert und eingesetzt werden konnte.

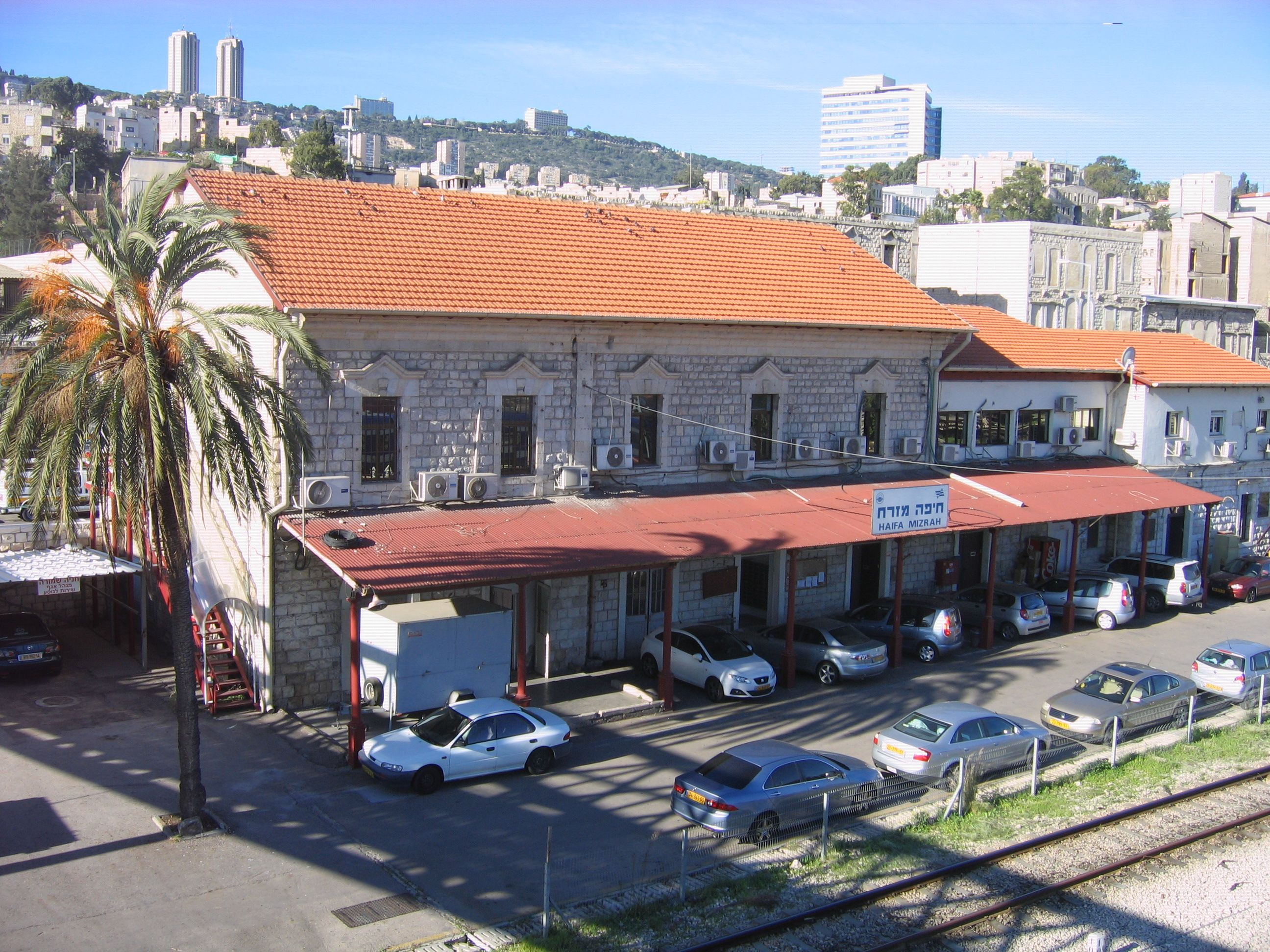
Empfangsgebäude Haifa Mizrach (Ost): Endbahnhof am Mittelmeer

## Ergänzungen
Nachdem die Bahn sich als wirtschaftlicher Erfolg erwiesen hatte,
- verlängerte der osmanische Staat 1911–1913 die Strecke um die Bahnstrecke Haifa–Akko und
- wurde 1912–1914 die Samarienbahn Afula–Nablus bis Silat aẓ-Zahr ausgebaut.
- Im Ersten Weltkrieg war die Jesreʿeltalbahn Ausgangspunkt für ein Bahnsystem, das der osmanischen Armee für den Angriff auf die Briten an Palästinafront und Sueskanal im Sultanat Ägypten diente und das die Osmanische Militärbahn in Palästina von ʿAfula aus – außer Schussweite der britischen Marine – nach Süden vorantrieb. Diese Strecken wurden beim Rückzug der Armeen der Mittelmächte aufgegeben und deren Trassen von den nachrückenden Briten eingenommen und teils umgespurt in deren normalspurige Bahnen übernommen.

## Zwischen den Weltkriegen

### Infrastruktur
Im Zuge des Ersten Weltkriegs trieben die britischen Militärbahnen, ausgehend von der Sinai-Bahn, eine normalspurige Strecke bis nach Lod vor. Ab dort spurten sie die eingenommene Schmalspurbahn Masʿūdiyya–Sinai der Osmanischen Militärbahn bis nordwestlich Tulkarms auf Normalspur um und verlängerten sie über Chaderah bis November 1920 nach Haifa. Die Jesreʿeltalbahn wurde weiter als Schmalspurbahn betrieben. Durch die veränderten politischen Verhältnisse verlief die Strecke zum Teil im Mandatsgebiet Palästina, das unter britischer Oberhoheit stand, und dem französisch verwalteten syrischen Mandatsgebiet. Die heftige Flut von 1935 spülte einen Pfeiler des Dschisr al-Maqarin (9. Jarmukbrücke) fort, wodurch zwei Bögen einstürzten, welcher Schaden noch im gleichen Jahr behoben wurde.

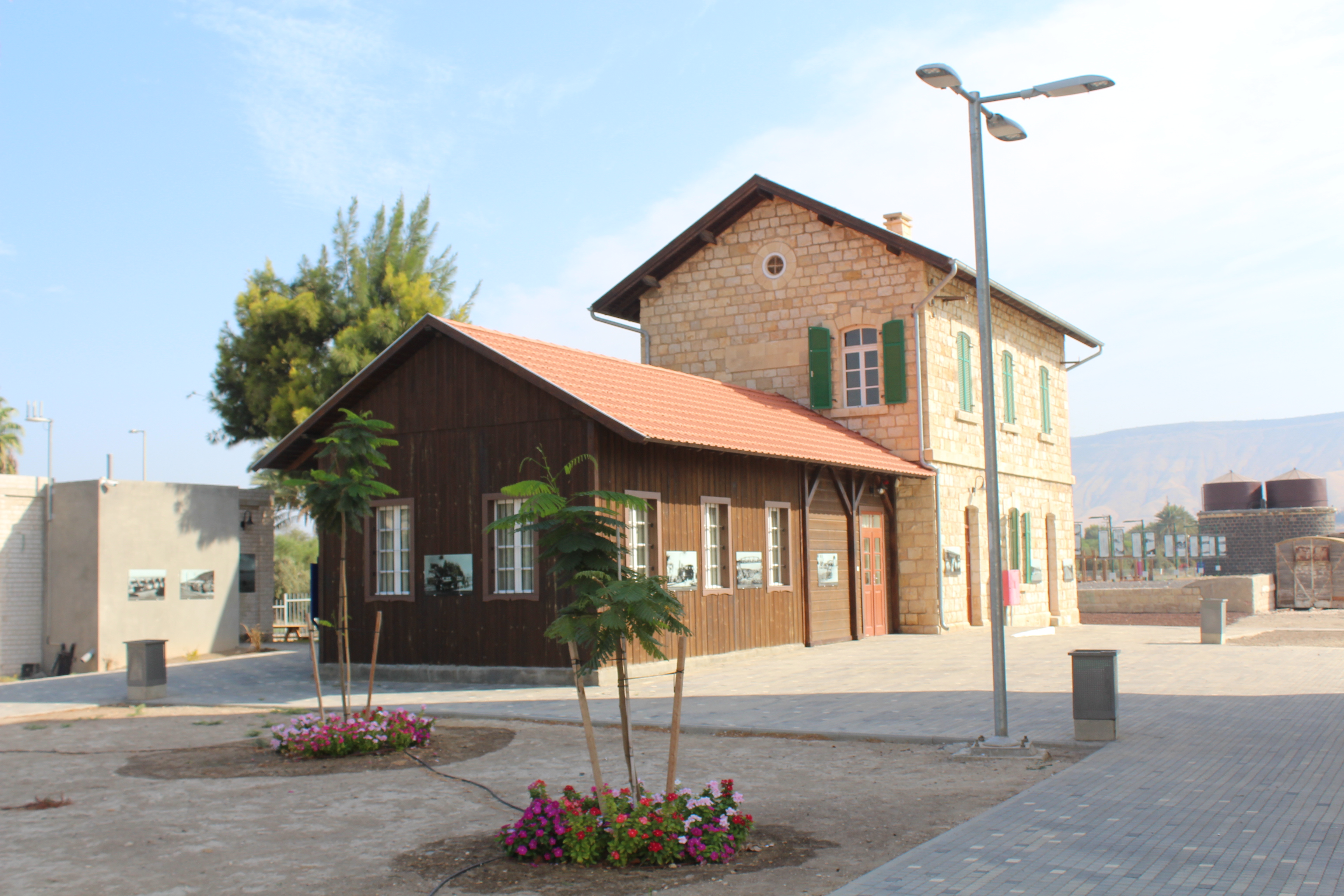
Bahnhof Sammach, seit 2015 als Studienzentrum Teil des Campus der Kinneret-Hochschule, 2016

Grenzbahnhof zwischen beiden Verwaltungen war das palästinensische al-Ḥammah, Lokomotivwechselbahnhof dagegen Sammach am See Genezareth. Von 2010 bis 2015 renoviert ist der Bahnhof Zemach jetzt das Zentrum für Land-Israel-Studien (לִמּוּדֵי אֶרֶץ יִשְׂרָאֵל) der Akademischen Hochschule Kinneret im Jordantal (הַמִּכְלָלָה הָאֲקָדֶמִית כִּנֶּרֶת בְּעֵמֶק הַיָּרְדֵּן ha-Michlalah ha-Aqademīt Kinneret bə-ʿEmeq ha-Jarden). Den in Palästina gelegenen Teil der Jesreʿeltalbahn betrieben die Palestine Railways (PR), der in Syrien liegende Teil firmierte als Teil des Chemin de fer du Hedjaz (CFH), wobei der Betrieb der Eisenbahn Damas–Hama et Prolongements (DHP) übertragen war.

### Betrieb
Es verkehrten in der Zwischenkriegszeit nur noch drei Zugpaare pro Woche – vor dem Ersten Weltkrieg fuhr der Zug täglich. Mit der Übernahme des Mandats in Palästina durch Großbritannien verlagerten sich dessen Verkehrsbeziehungen in Richtung Königreich Ägypten. Der Personenzug von Haifa nach Damaskus war der direkte Anschluss des aus al-Qantara (Ägypten) kommenden Nachtzuges. Der Fahrkomfort auf der Hedschasbahn war minimal. Schlaf- oder Speisewagen existierten nicht. Nur wenn der Salonwagen angemietet wurde, war es möglich, für dessen Passagiere vorgekochtes Essen zu servieren.

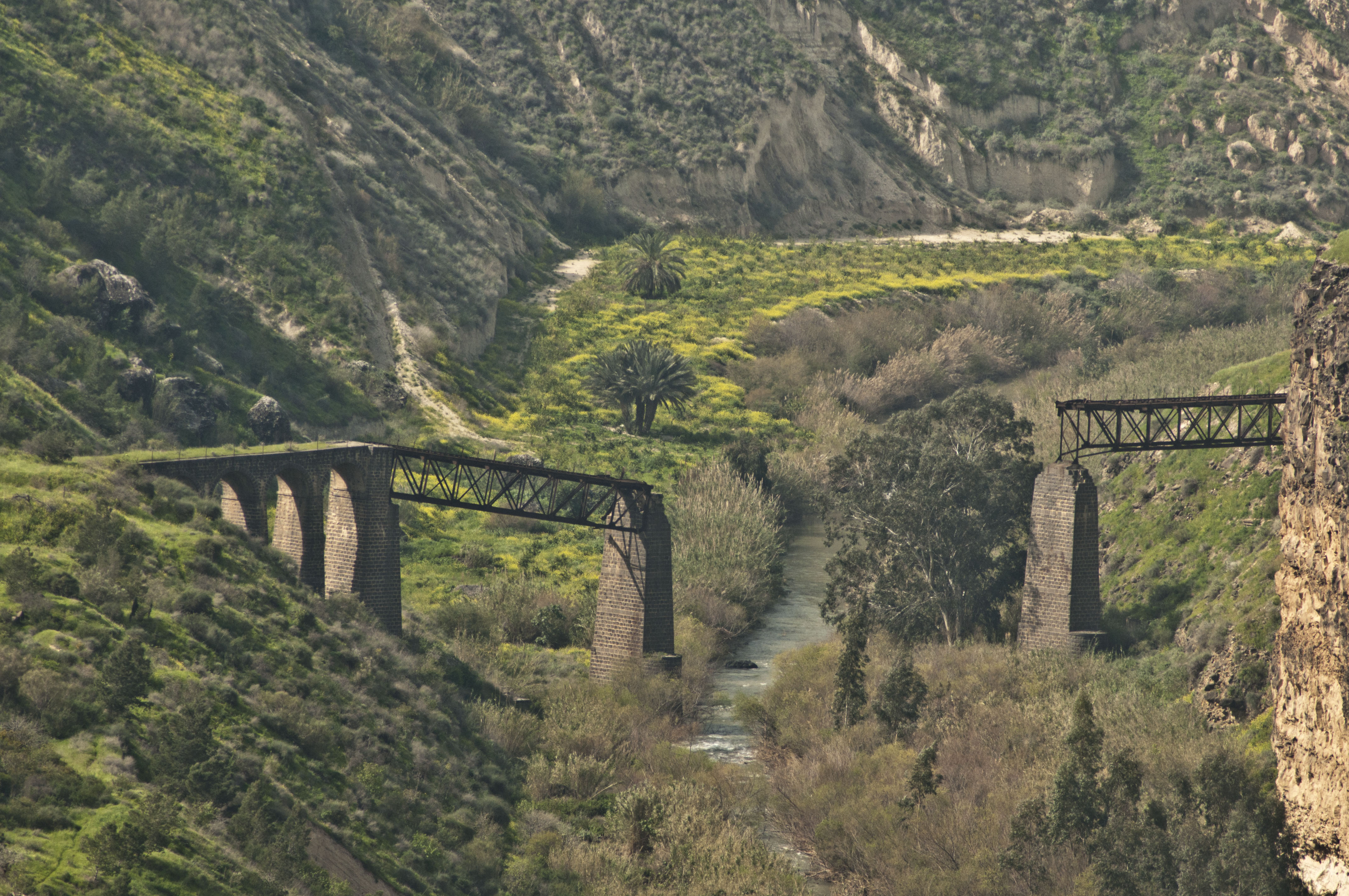
Der 1946 erneut gesprengte Dschisr al-Ḥammah (2. Jarmukbrücke), Photo 2013

## Zweiter Weltkrieg und Ende

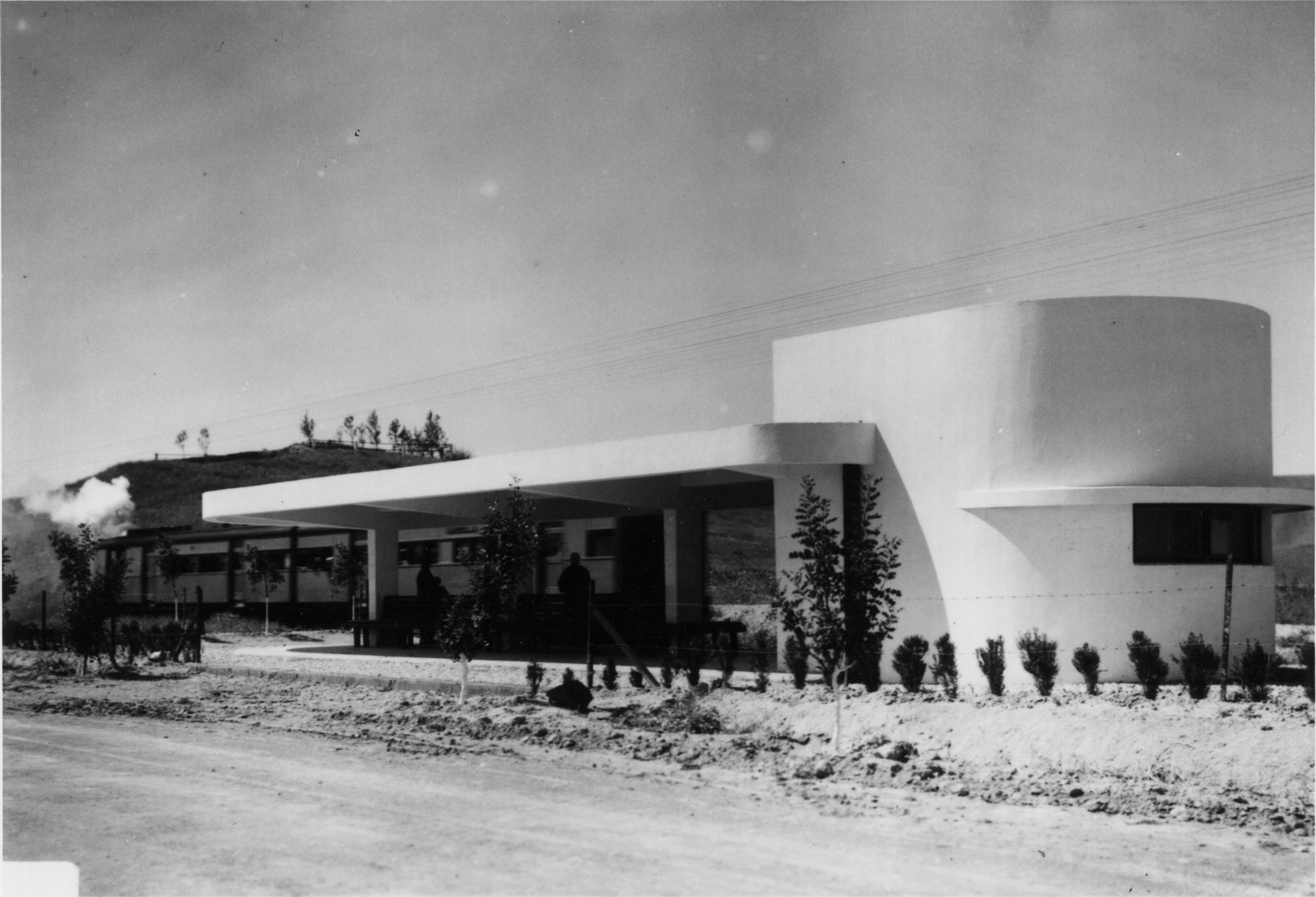
Bahnhof Naharajim mit abfahrendem Zug, 1937

Zu Beginn des Zweiten Weltkriegs standen sich an der palästinensisch-syrischen Grenze britische Einheiten und französisches Militär, das mit dem Vichy-Regime sympathisierte, gegenüber: Nach der Besetzung Frankreichs hatte Deutschland die hitlerfreundliche Regierung Marschall Pétains anerkannt und ihr die Kolonialstreitkräfte gegen die Bedingung belassen, dass deutsche Truppen die Bahnen im französischen Protektorat Tunesien und Mandats-Syrien zum Aufmarsch gegen den Sueskanal nutzen dürften.
Dies und ein hitlerfreundlicher Umsturz im Königreich Irak (Militärputsch im Irak im April 1941 unterstützt vom Mandatsgebiet Syrien aus durch den deutschen Sonderstab F, Mai 1941) ließen im Juni des Jahres alliierte Truppen auf Damaskus vorstoßen, der Syrisch-Libanesische Feldzug, dessen Logistik in erheblichem Maß über die Jesreʿeltalbahn erfolgte. Neuseeländische Pioniere reparierten eine Jarmukbrücke, die die Franzosen zuvor gesprengt hatten, um den britischen Durchmarsch zu verhindern. 1942 wurde die normalspurige Bahnstrecke Haifa–Beirut–Tripoli (HBT-Linie) entlang der Mittelmeerküste in Westgaliläa und im Mandats-Libanon eröffnet, die die logistische Funktion der Jesreʿeltalbahn als Verbindung zwischen Syrien und Ägypten weitestgehend übernahm, da sie topografisch viel unproblematischer war und das Umladen der Güter in den Spurwechselbahnhöfen entfiel.

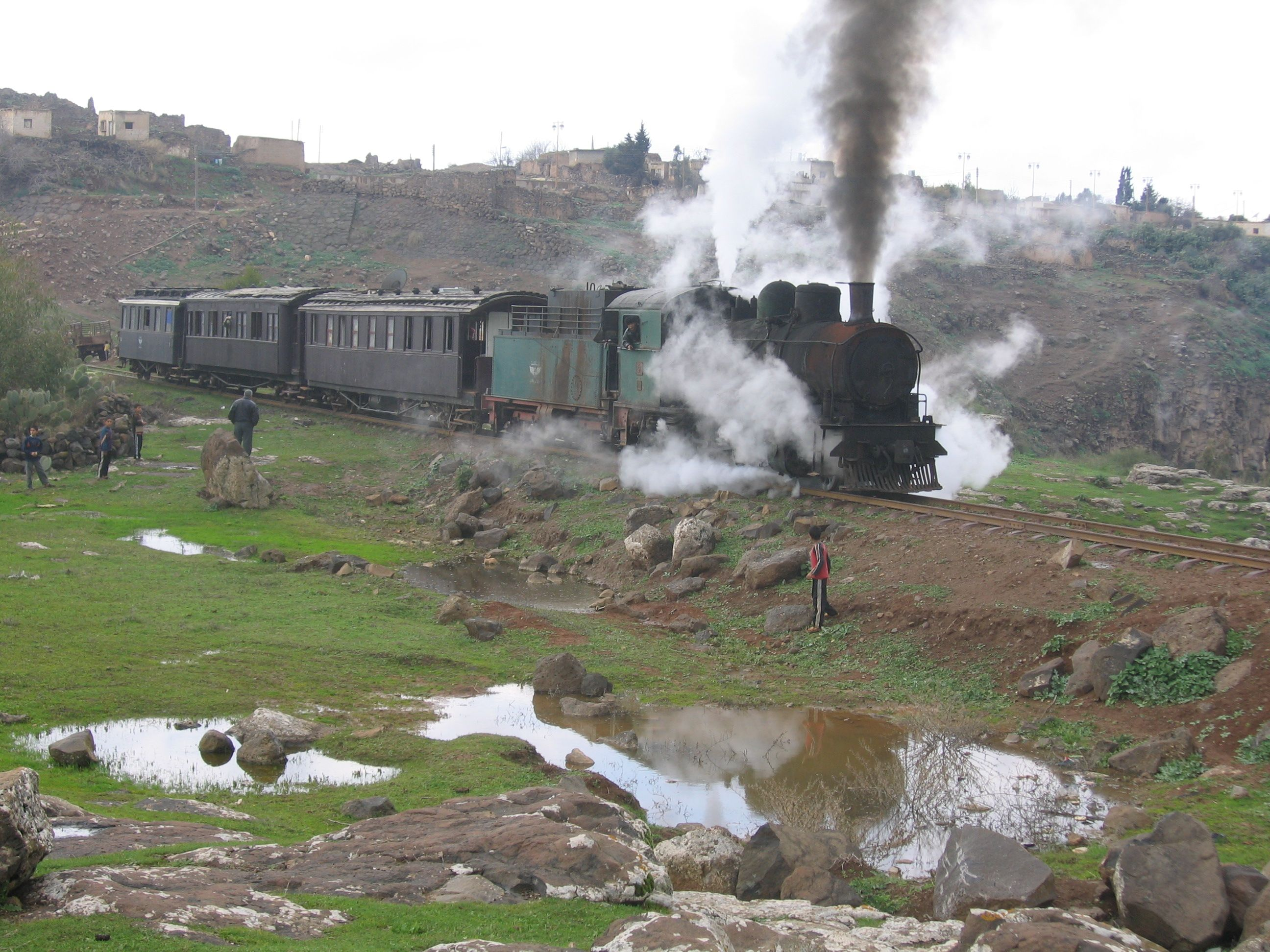
Ein Zug verlässt das obere Ende der Jarmukschlucht, 2007

Die Jesreʿeltalbahn wurde während des Bürgerkrieges in Palästina in der Nacht der Brücken (לֵיל הַגְּשָׁרִים Lejl haGscharīm, 16./17. Juni 1946) von Palmachkämpfern durch Sprengungen des Gescher Naharajim/Dschisr aṣ-Ṣaġīr (1. Jarmukbrücke) und des Dschisr al-Ḥammah (2. Jarmukbrücke, und längste der Strecke) erneut unterbrochen, um der britischen Mandatsmacht einen Nachschubweg abzuschneiden. Der nach der Unabhängigkeit und der Teilung Palästinas in Israel verbliebene Rest der Strecke bis Sammach wurde von der Rakkevet Israel weiterbetrieben, jedoch nicht mehr regelmäßig bedient und 1951 stillgelegt, inzwischen 2016 in Normalspur neu eingerichtet (s. u.). Der im 1946 unabhängig gewordenen Syrien verbliebene Teil wurde ebenfalls weiterbetrieben, wies zuletzt jedoch keinen planmäßigen Verkehr mehr auf. Es fanden noch Sonderfahrten statt. Die seit 2007 hinterm al-Wahda-Damm auflaufenden Wasser des Jarmuk bedecken einen Teil der Strecke im Flusstal, u. a. den Bahnhof al-Maqarn wie auch die folgende 9. Jarmukbrücke. Mit dem Bürgerkrieg in Syrien seit 2011 endete auch oberhalb des Stausees der Betrieb.

## Fahrzeuge
Hinsichtlich der eingesetzten Fahrzeuge siehe den entsprechenden Abschnitt in dem Artikel Hedschasbahn.

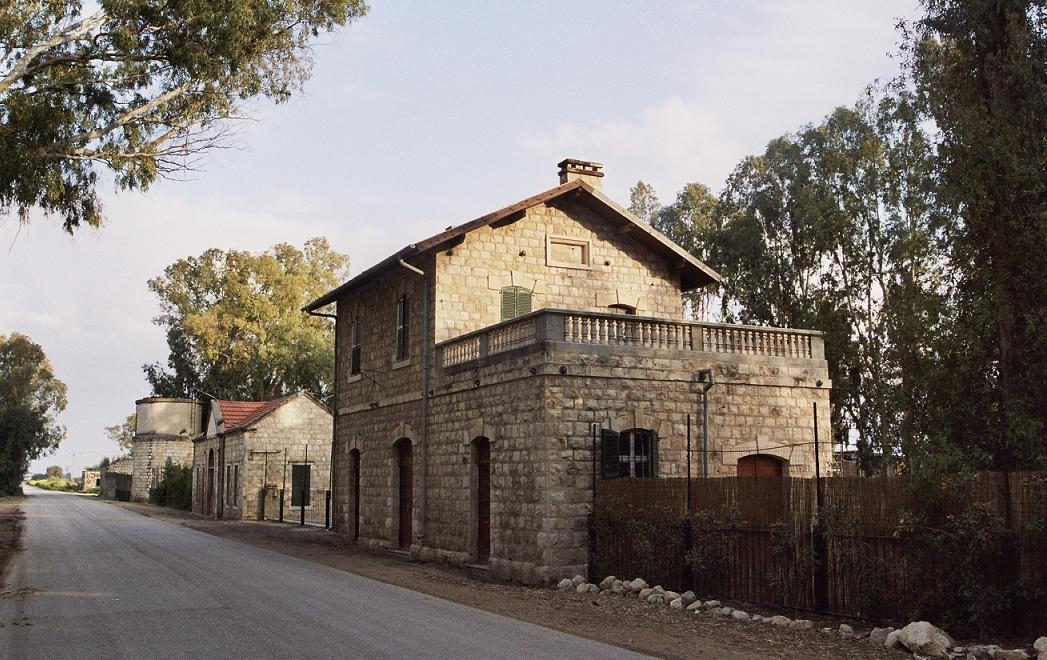
Hedschasbahn-Museum im früheren Bahnhof Tell al-Schammam / Kfar Jehoschuʿa

## Neuerrichtung

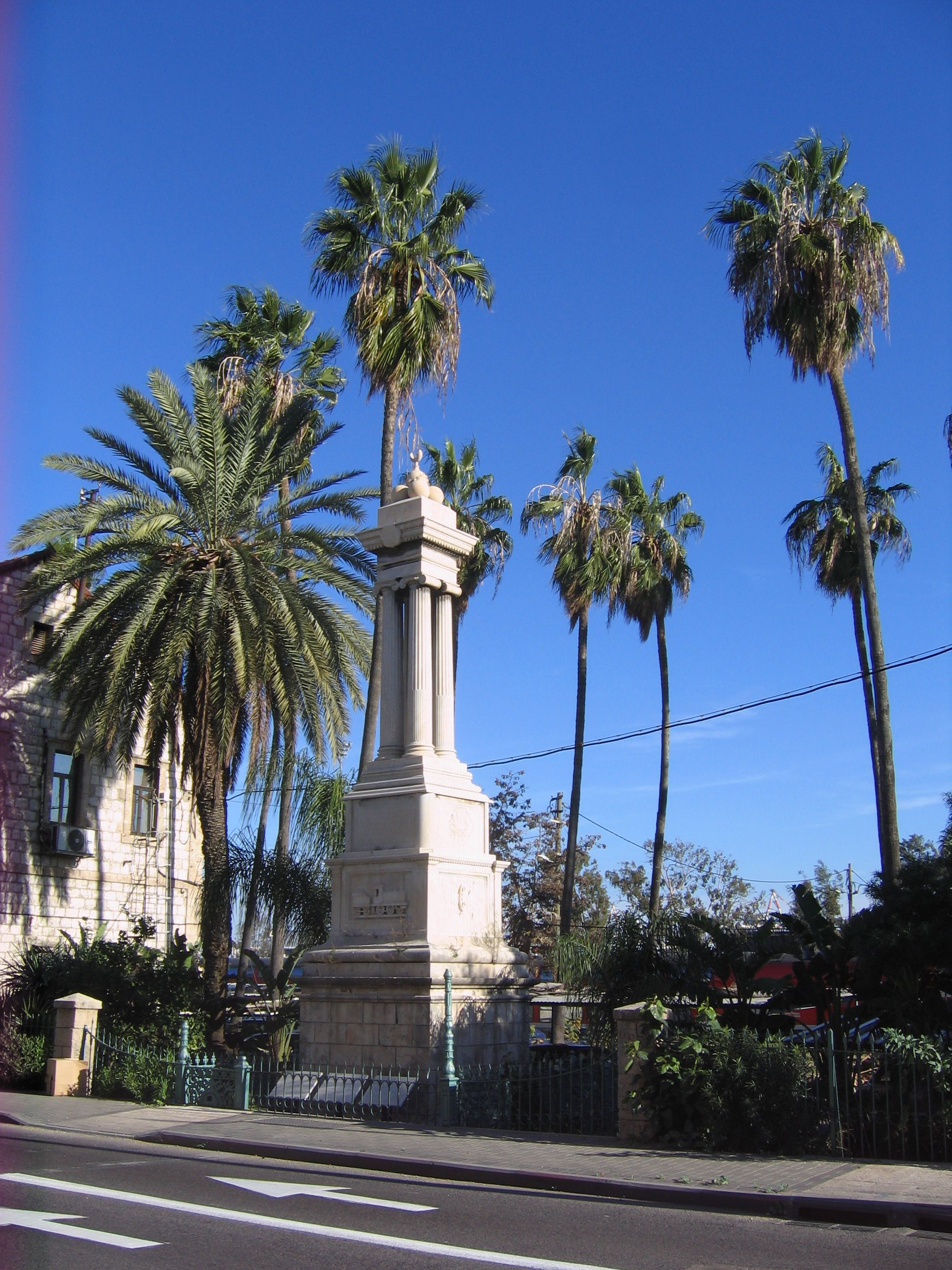
Denkmal in Haifa für die Hedschasbahn vor Israels Eisenbahnmuseum, 2010

Seit 2015 wurde die Strecke durch die Rakkevet Israel in dem in Israel gelegenen Abschnitt in Normalspur, bis Beit Scheʾan als Neue Jesreʿeltalbahn wieder errichtet und am 16. Oktober 2016 eröffnet.

## Wissenswertes
Im Israelischen Eisenbahnmuseum in Haifa gibt es zahlreiche Exponate zu dieser Strecke. Auch im ab 2005 renovierten alten Bahnhof Kfar Jehoschuʿa / Tell al-Schammam (تل الشمام) eröffnete nach Abschluss der Arbeiten 2008 ein Museum der Jesreʿeltalbahn.